# Église Saint-Envel de Loc-Envel
L'église Saint-Envel est un lieu de culte catholique du XVIe siècle, de style gothique flamboyant, situé à Loc-Envel, dans le département français des Côtes-d'Armor, en Bretagne. Elle est renommée pour la richesse de sa décoration intérieure.

## Localisation

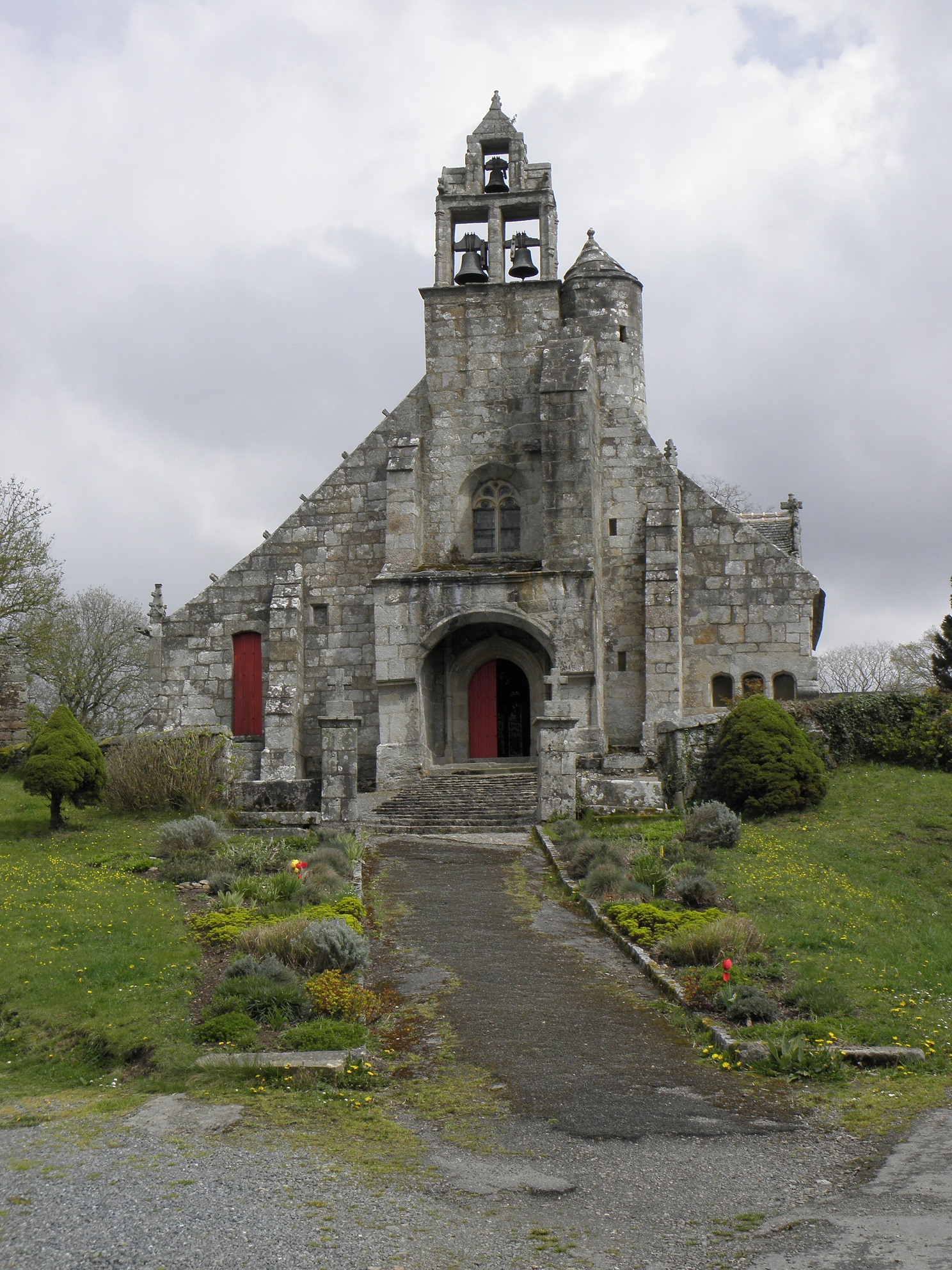
Le clocher-mur.

L'église est posée sur un tertre dominant le bourg de Loc-Envel. Le bourg surplombe lui-même la vallée du Guic, à l'orée ouest du bois de Coat-an-Noz. La commune se trouve dans le pays de tradition du Bas-Trégor, dans l'ouest du département des Côtes-d'Armor.

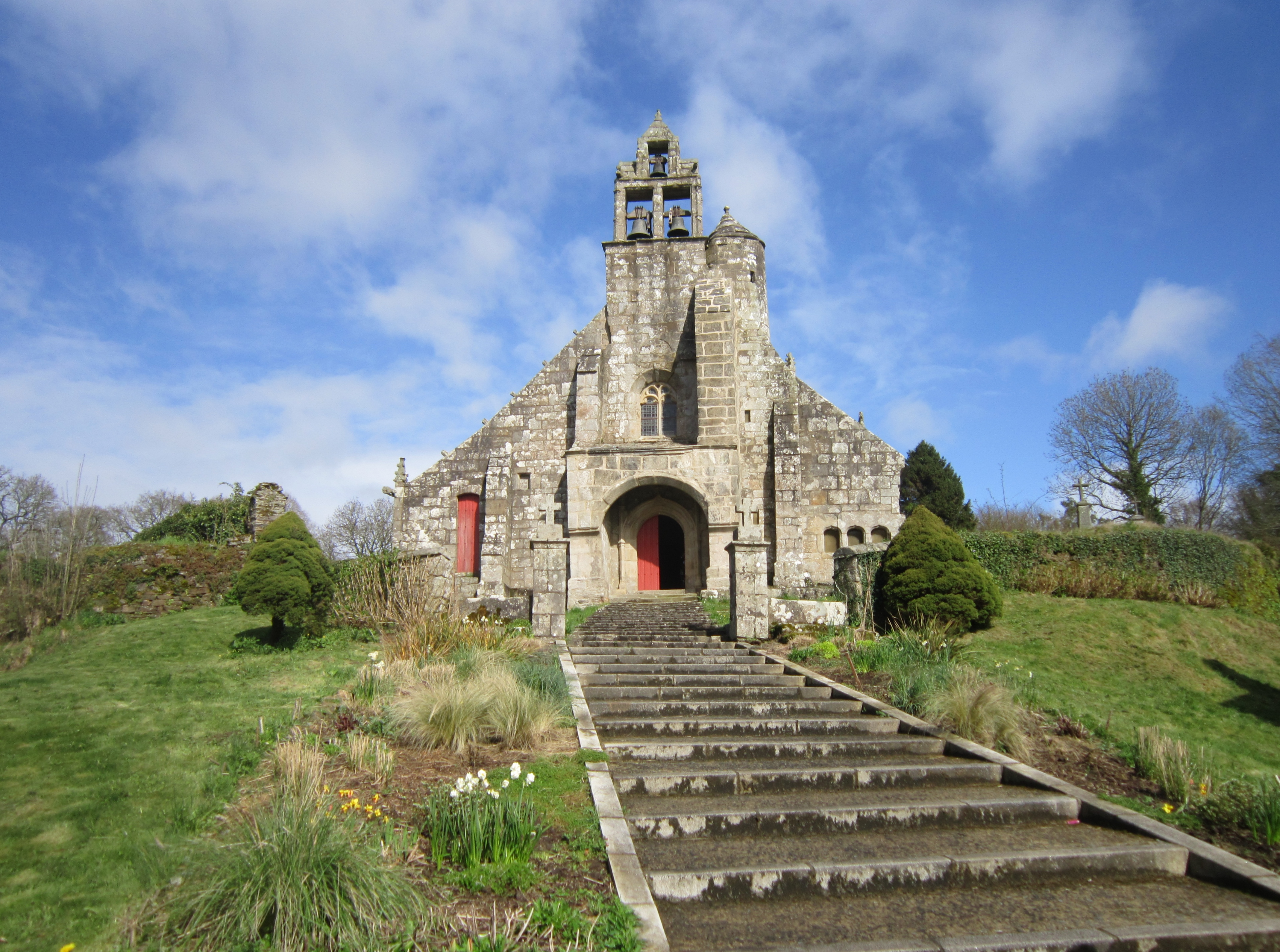
Église Saint-Envel de Loc-Envel ː vue extérieure d'ensemble (façade ouest).
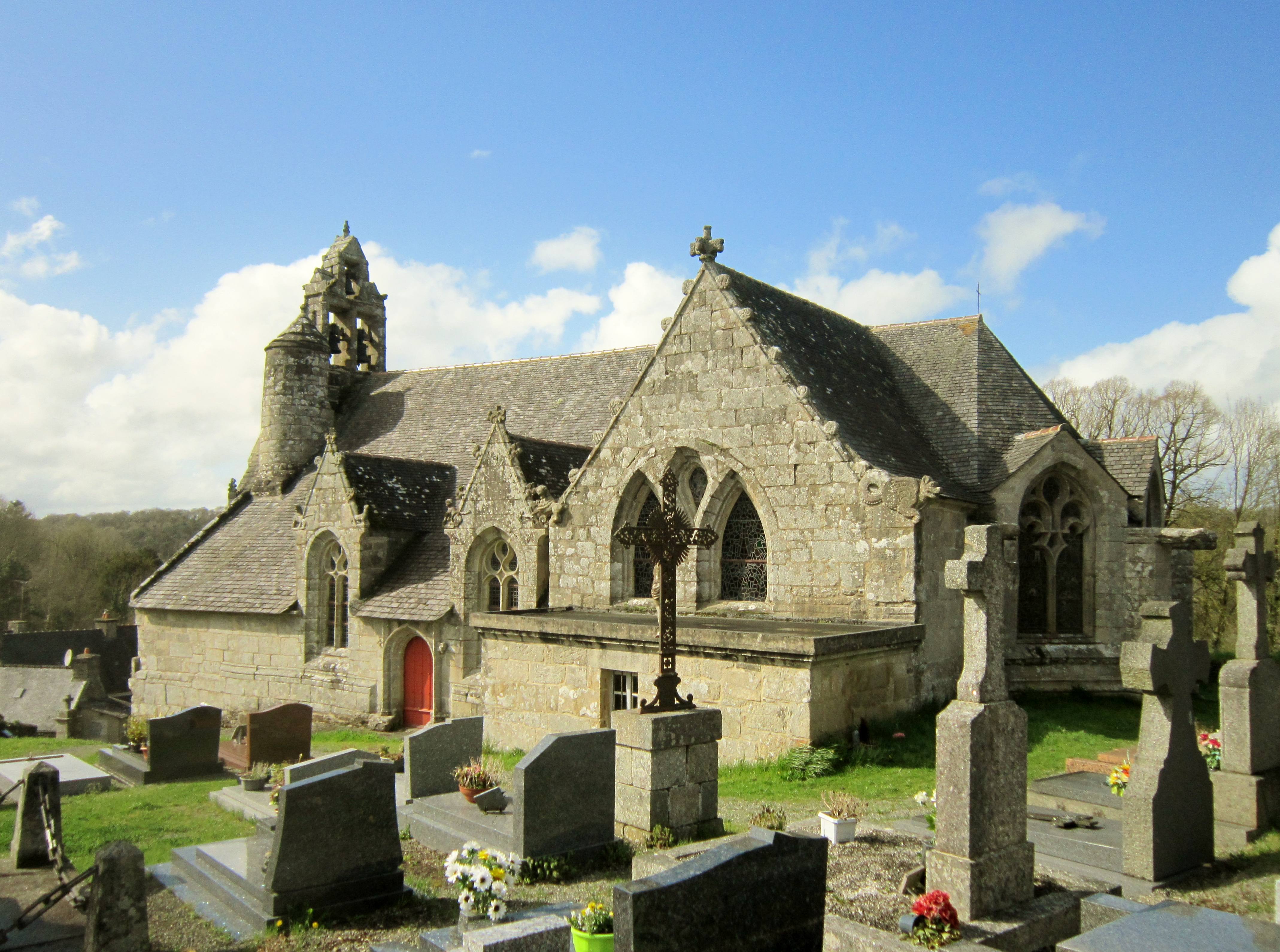
Église Saint-Envel de Loc-Envel ː vue extérieure d'ensemble (depuis le sud-est).

Propriété de la commune de Loc-Envel, l'église est aujourd'hui affectée au culte de la paroisse de Bégard-Belle-Isle-en-Terre.

## Légende de saint Envel
L'église doit son nom au saint ermite Envel, fêté le 11 décembre, qui a parfois été confondu avec Gwenvael (ou Gwenvel), fêté le 23 du même mois. On n'a aucune vie ancienne d'Envel, qui n'est connu que par la tradition orale et par les vitraux de l'église.
Selon la légende, deux frères vivant dans l'île de Bretagne, tous deux abbés et tous deux prénommés Envel, ont une sœur Jûna, également religieuse. Obligés de quitter leur pays, ils s'exilent tous trois en Armorique. Arrivés à l'orée du bois de Coat-an-Noz, ils bâtissent trois ermitages. Envel, l'aîné, choisit le lieu où est l'église aujourd'hui. Envel le Petit s'installe un peu plus à l'est, là où se trouve maintenant la chapelle du Bois (dans l'actuelle commune de Belle-Isle-en-Terre). Jûna franchit le Guic pour s'installer au nord, dans ce qui est aujourd'hui la commune de Plounévez-Moëdec. Elle fait vœu de ne communiquer avec ses frères qu'en restant sur sa rive. Les trois ermitages forment un triangle d'environ une demi-lieue de côté. Chacun des ermites peut ainsi entendre le son de la cloche des deux autres. Au lendemain de fortes pluies, les eaux du Guic grondent si fort qu'Envel et sa sœur n'arrivent plus à s'entendre. Envel ordonne au torrent de se taire : Tao, tao, dour mik, ma kevi kloc’h ma c’hoarik ! (« Tais-toi, petite eau, que j’entende la cloche de ma petite sœur ! ») Depuis, le Guic est silencieux.

## Historique
Une église du lieu appartient dès 1163 aux bénédictins de l'abbaye de Saint-Jacut. On la connaît ensuite comme le siège d'un prieuré-cure de l'abbaye, rattaché à la paroisse de Plougonver. Le bourg porte en 1477 le nom de Locquenvel.
L'église actuelle date du XVIe siècle,,,,. Elle reste propriété de l'abbaye jusqu'à la Révolution. Locquenvel devient commune en 1790, puis succursale de Belle-Isle en 1806, avant d'être rétablie en 1820. Le nom de la commune est changé en Loc-Envel en 1902.

## Plan et élévation

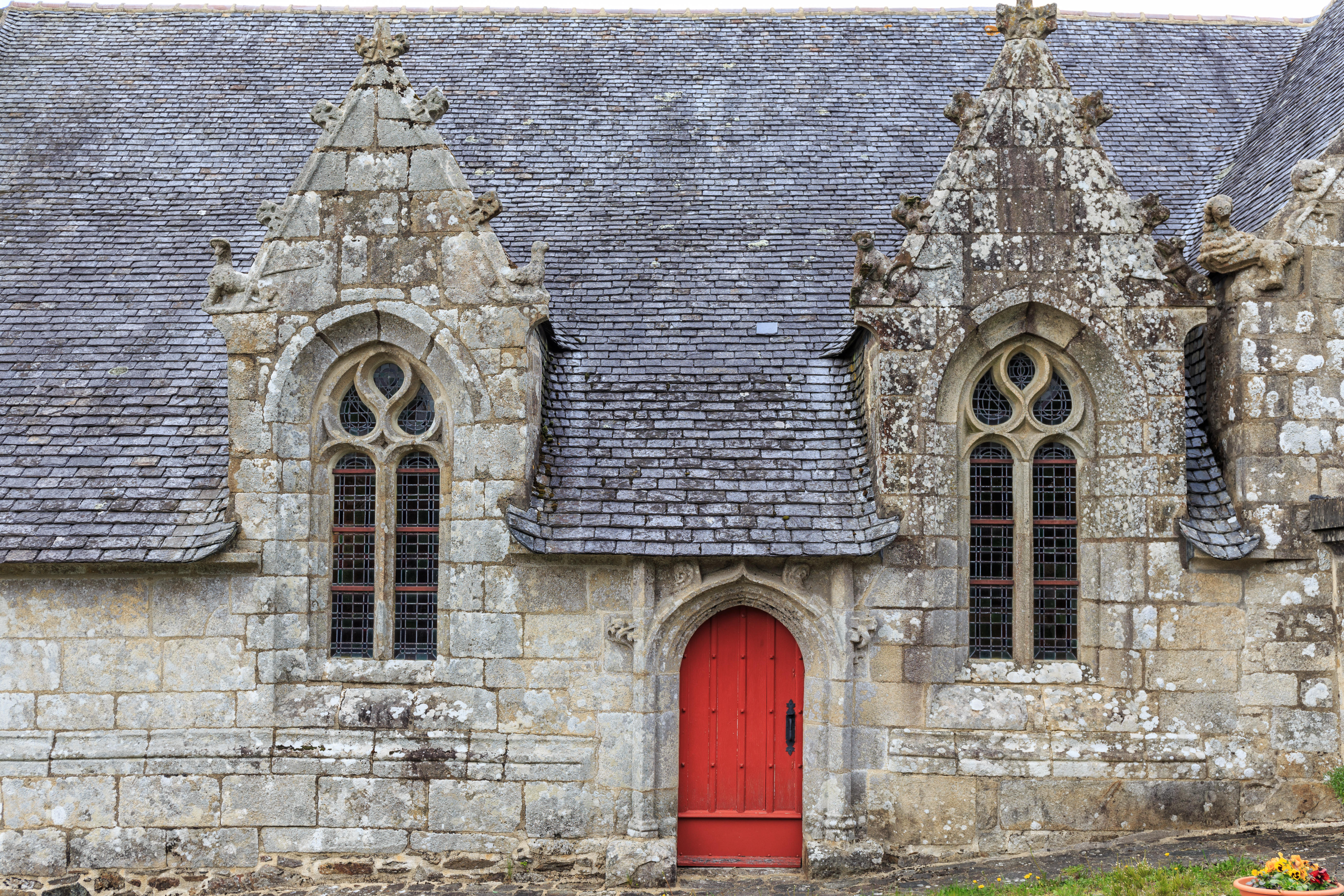
Façade sud.

En forme de croix latine, orientée liturgiquement d'est en ouest, l'église se compose d'un clocher-mur à l'ouest, d'une nef de trois travées à deux bas-côtés, d'un transept et d'un chœur formé d'une abside à trois pans égaux, percés de trois fenêtres à meneaux fleurdelysés. Le vaisseau central est séparé des bas-côtés par des arcades dont les arcs en tiers-point pénètrent directement (c'est-à-dire sans l'intermédiaire de chapiteaux) dans des piliers cylindriques.

## Extérieur

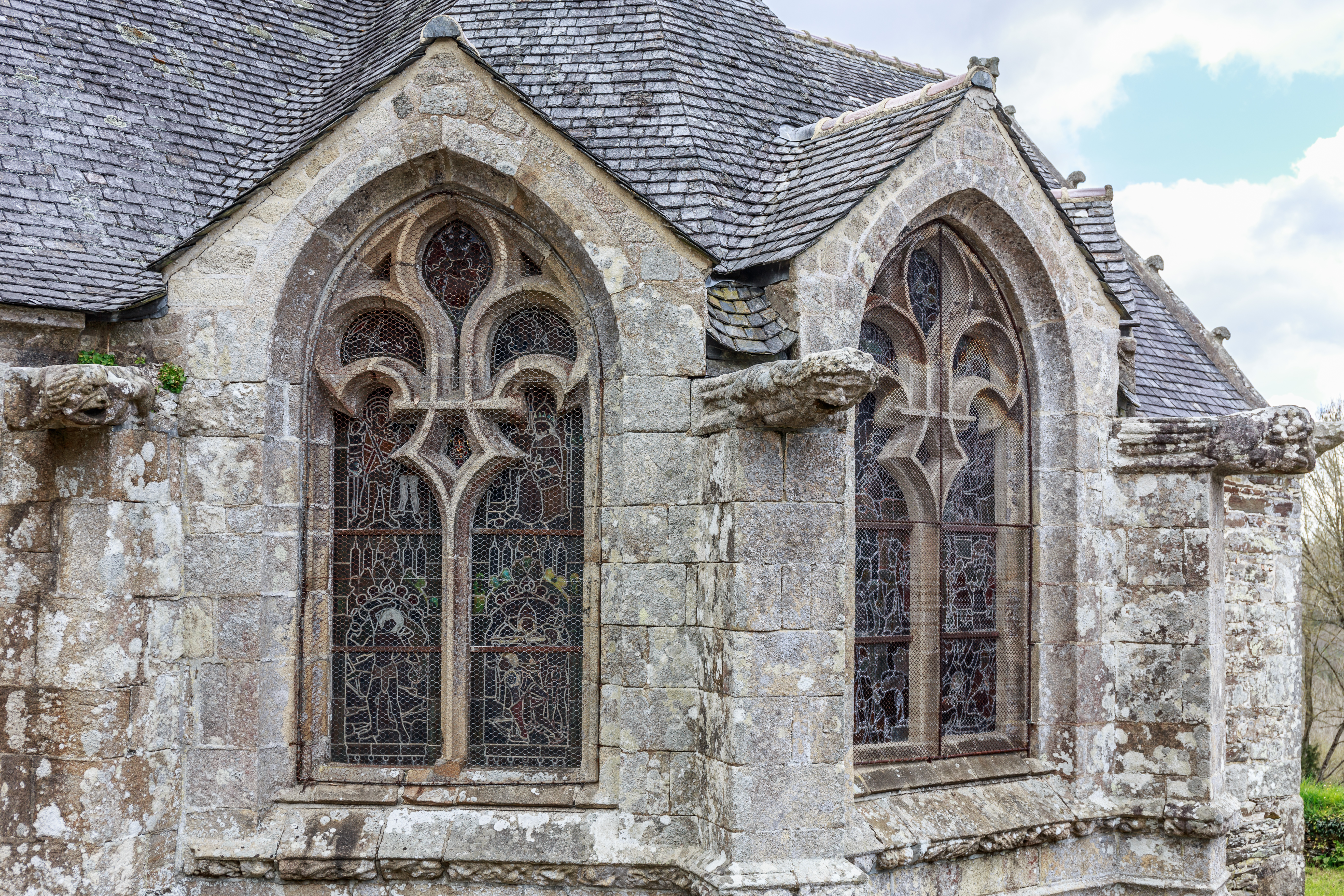
Le chevet.

L'édifice est de style gothique flamboyant. Certaines sources attribuent le clocher-mur et le chevet à la famille Beaumanoir,,. Cependant ni l'un ni l'autre ne sont répertoriés dans les études consacrées au style Beaumanoir par René Couffon et par Christian Millet. Et dans les notices de René Couffon et de Pierre Barbier relatives à Saint-Envel, il n'est pas question de style Beaumanoir.

### Le clocher-mur
Le clocher-mur est orné de chimères. Une tourelle d'escalier est accostée à l'un des contreforts. Le clocheton est à trois baies. Locquenvel avait une léproserie, dont il ne reste aucun vestige. Les trois petites fenêtres, percées dans le pignon de l'église et donnant sur la chapelle des fonts baptismaux, permettaient aux lépreux d'assister aux offices. René Couffon déplore que la façade ait été abîmée au XIXe siècle : une porte a été percée dans le pignon et pourvue d'un escalier pour accéder à la tribune de l'extérieur.

### Le chevet
Le chevet a trois pans, percés de trois fenêtres dont l'encadrement sert de pignon à trois petits toits. Ces trois petits toits ne couvrent pas la totalité de l'abside : chacun se raccorde à une classique couverture d'abside à trois pans. Le chevet est orné d'étranges chimères et d'impressionnantes gargouilles. Les gargouilles reposent directement sur les contreforts.

### Détails architecturaux

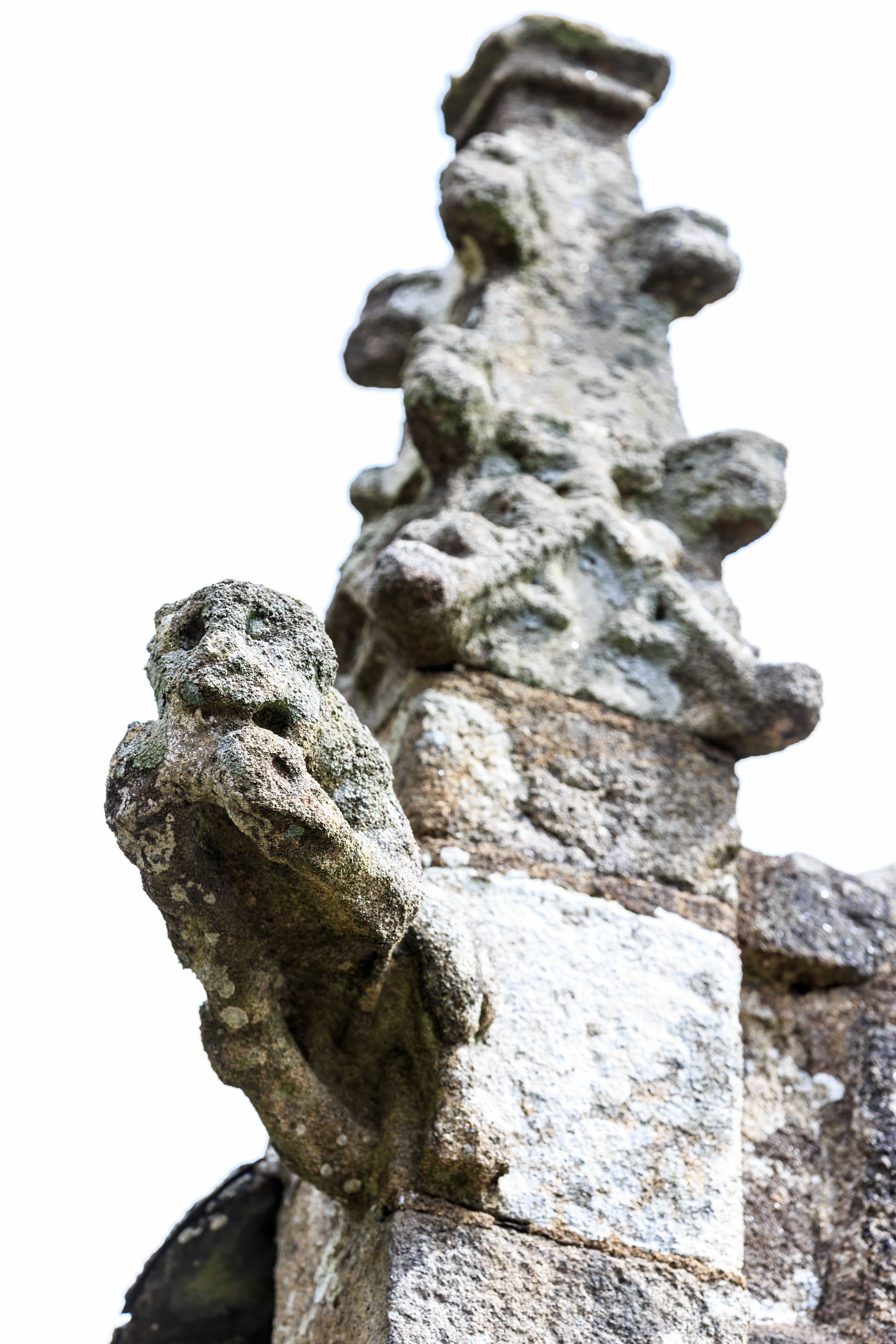
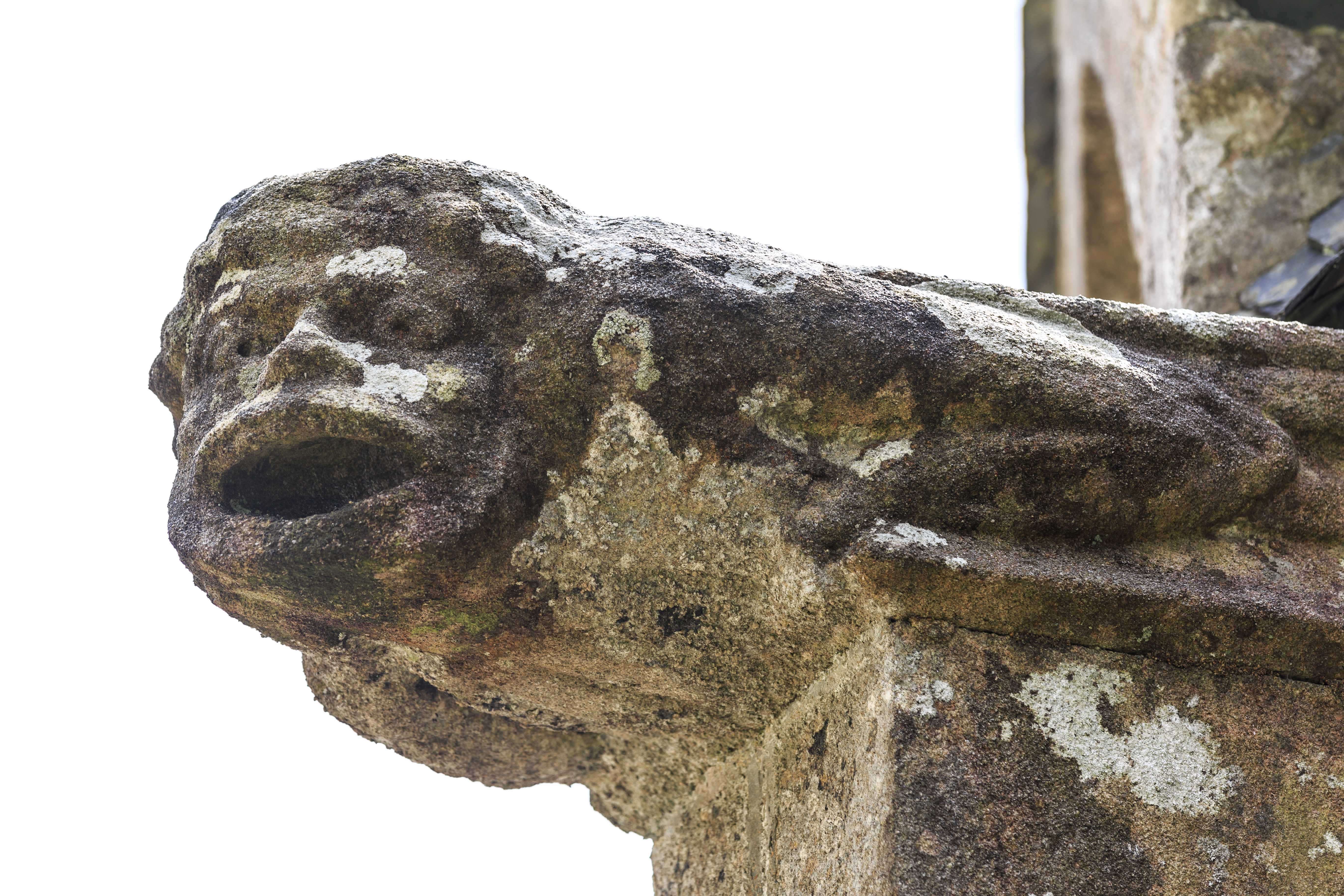
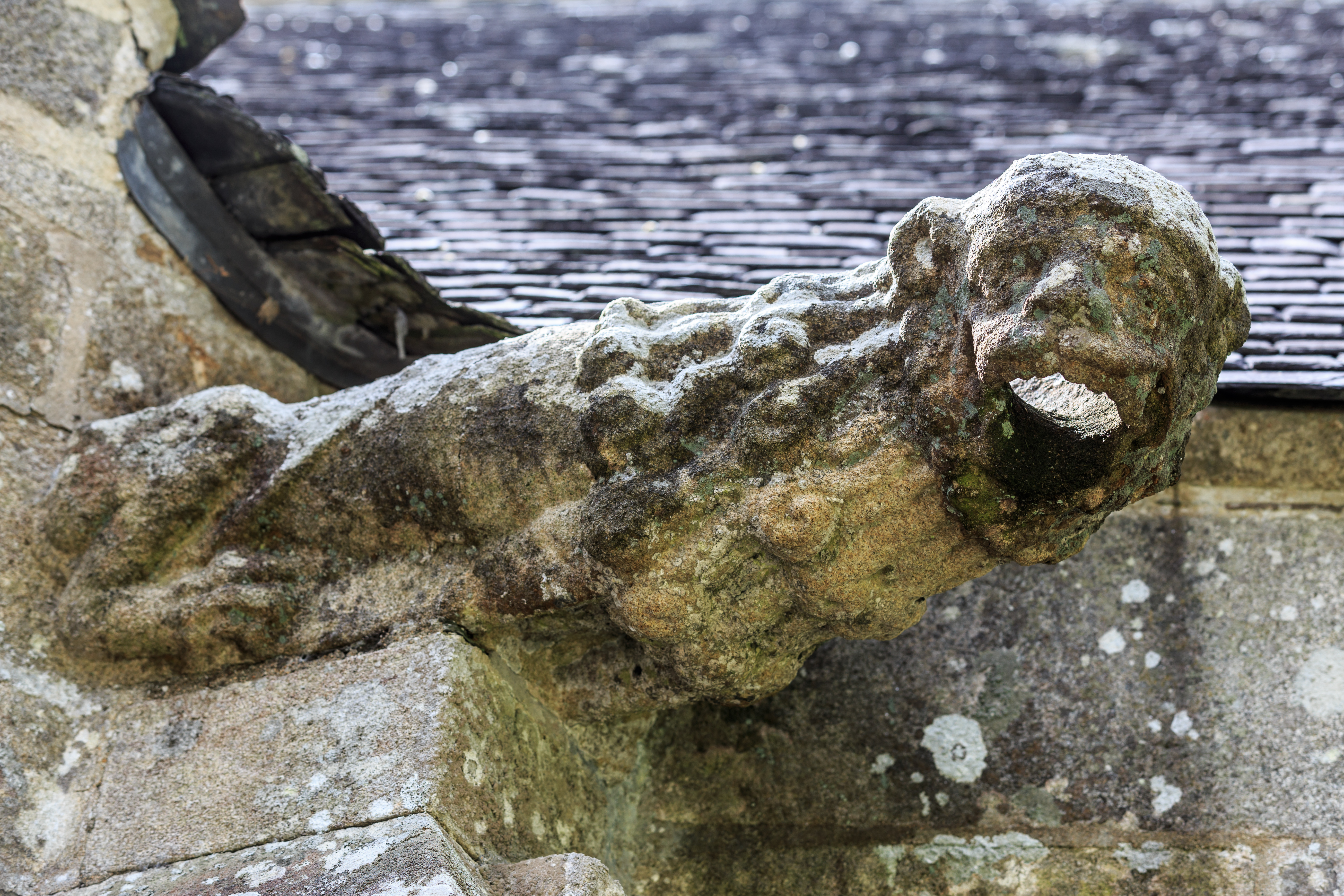
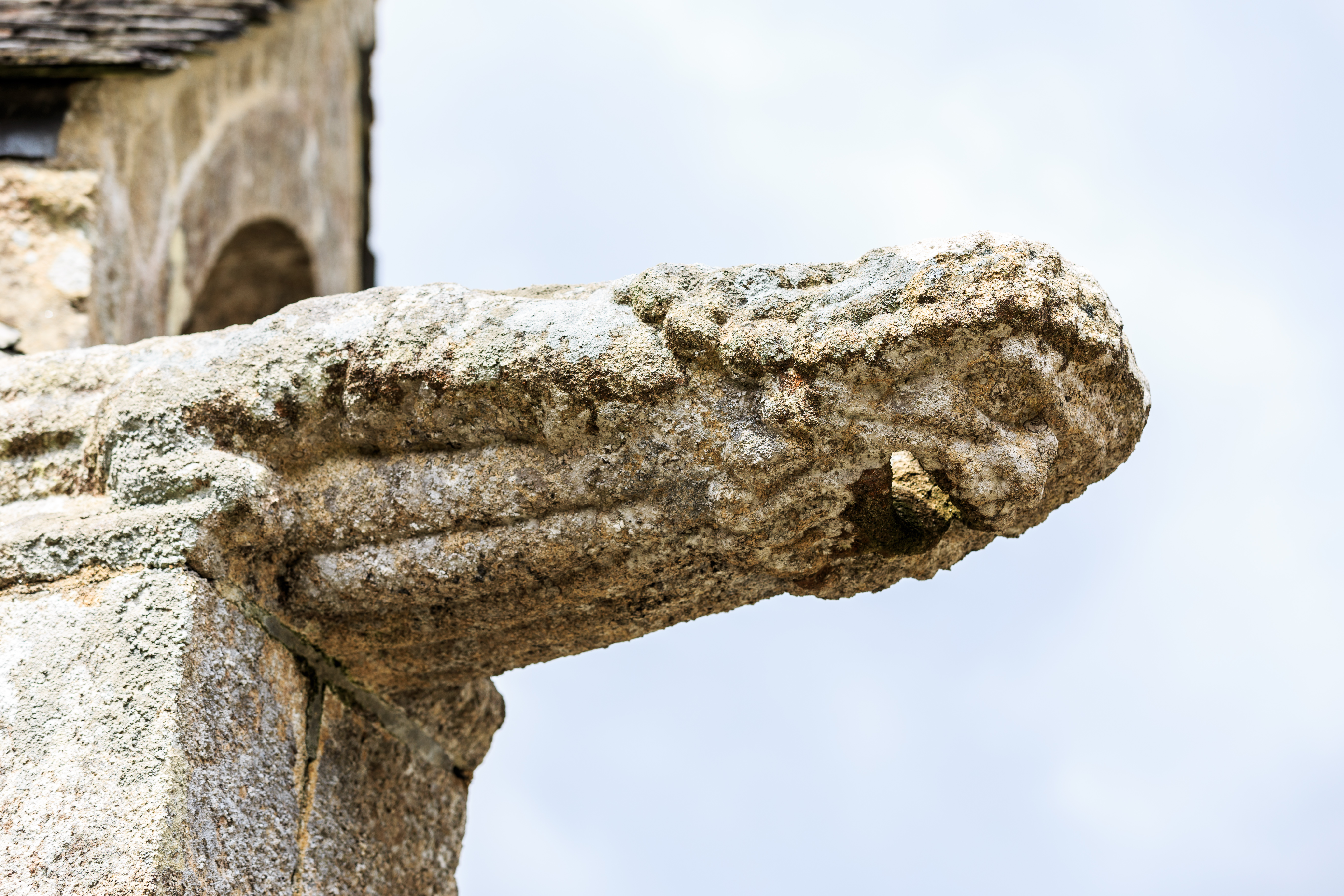
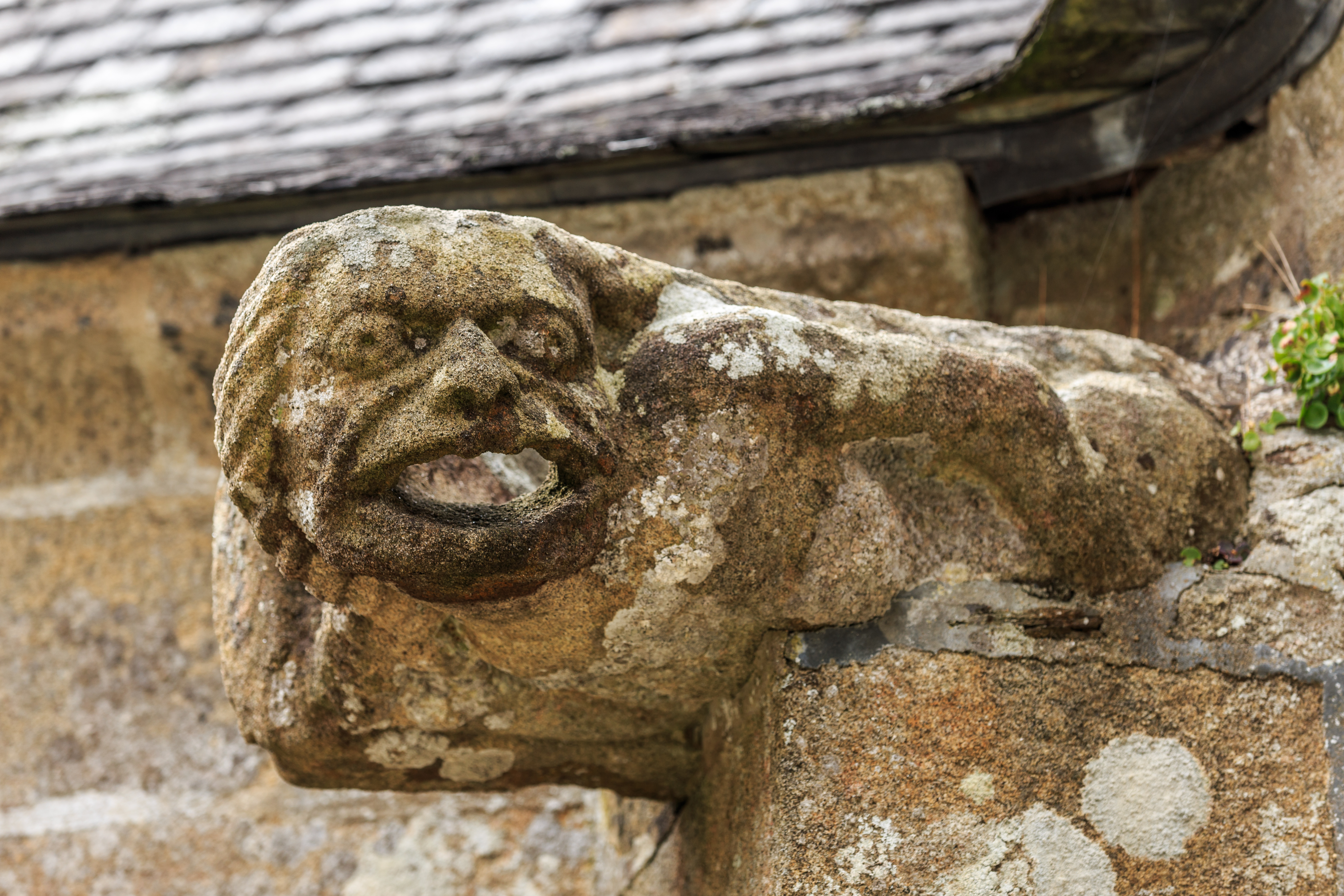
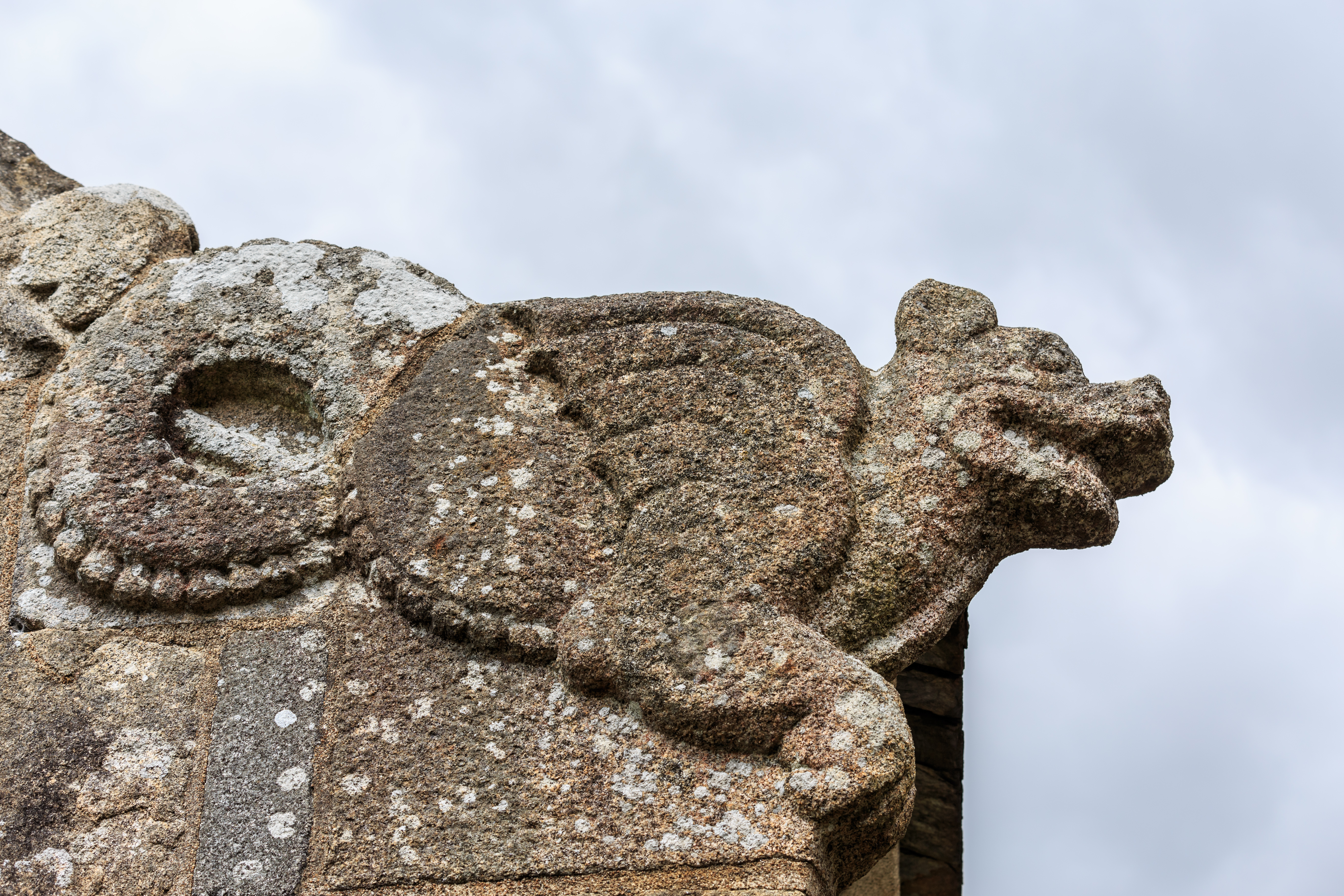
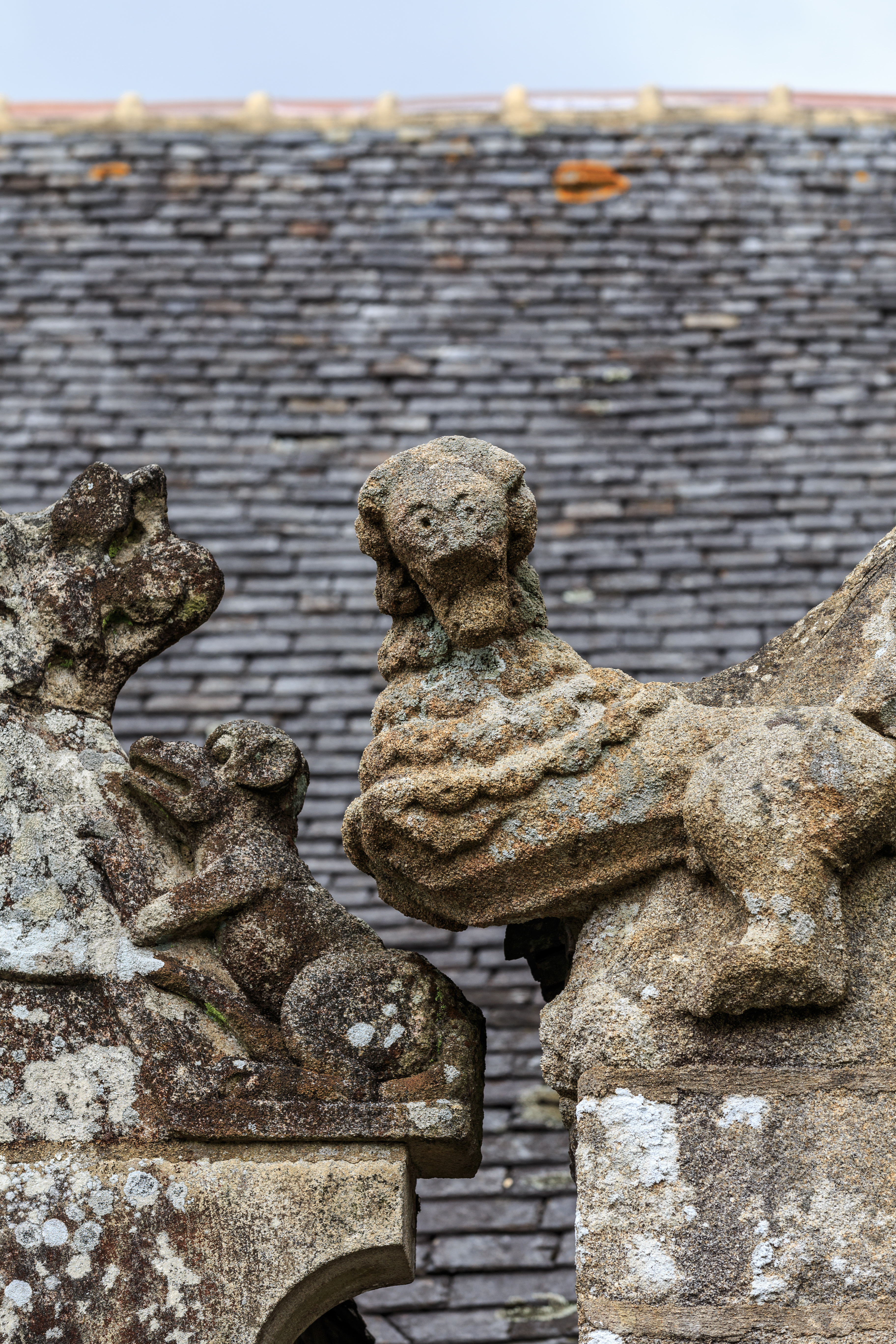
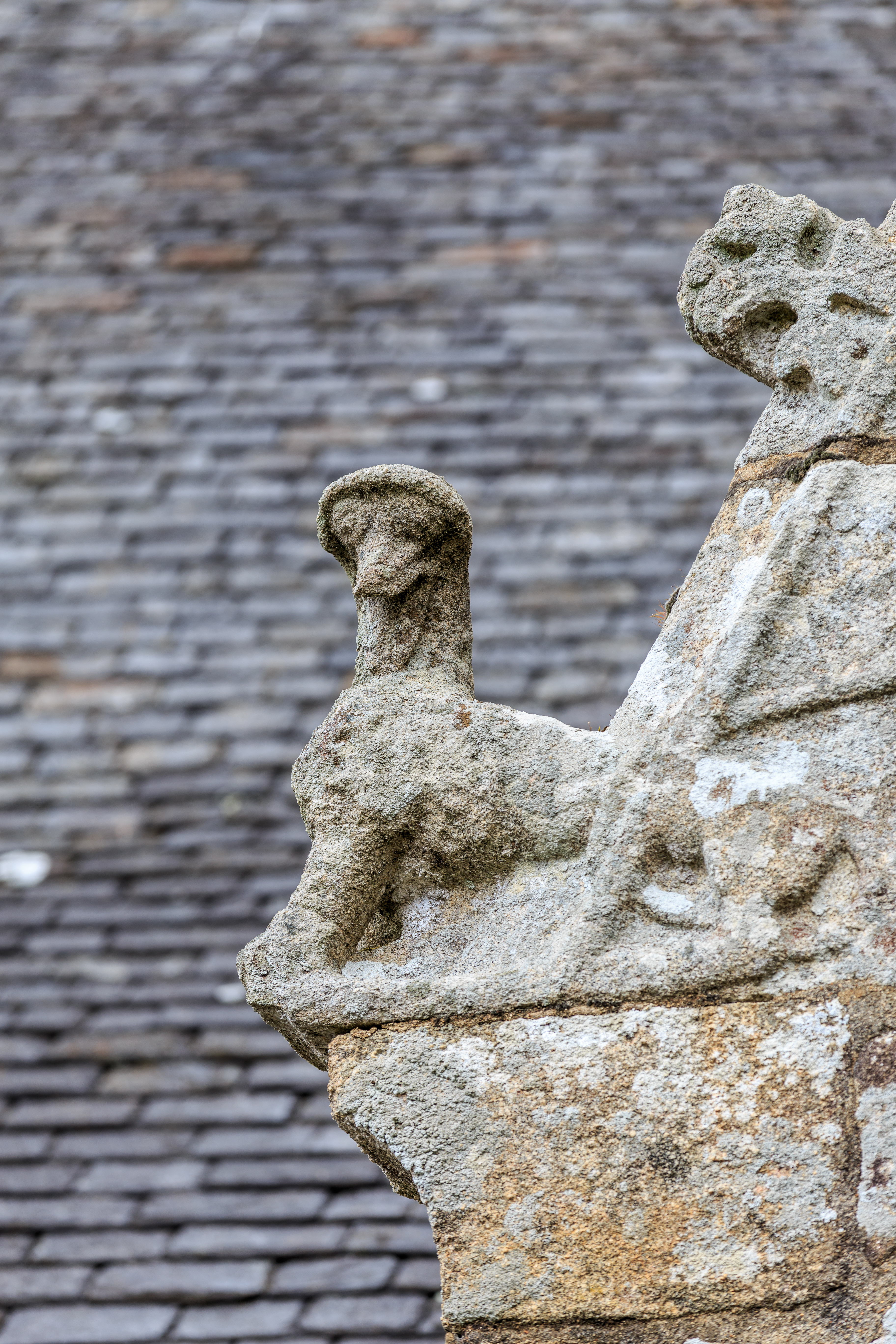
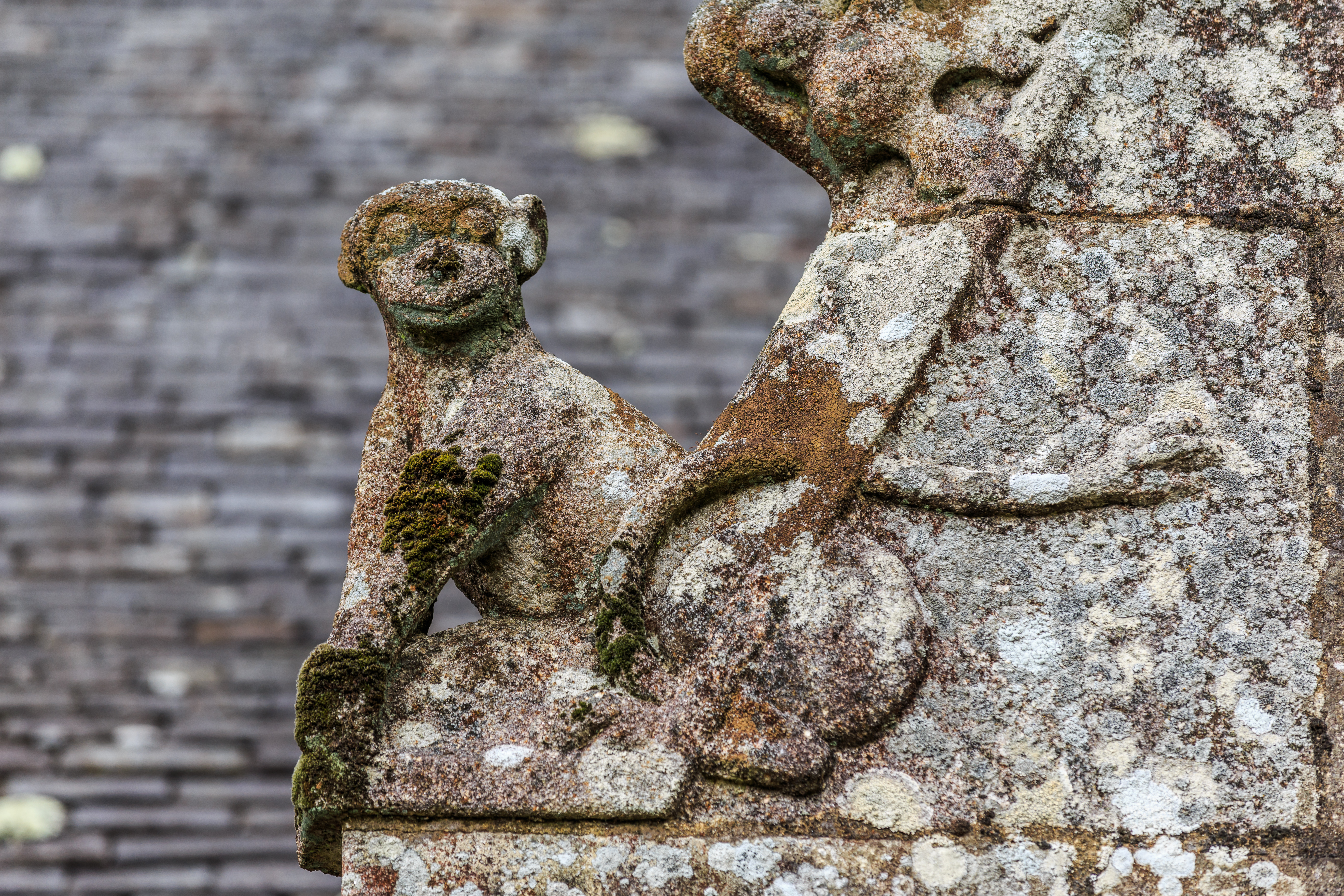
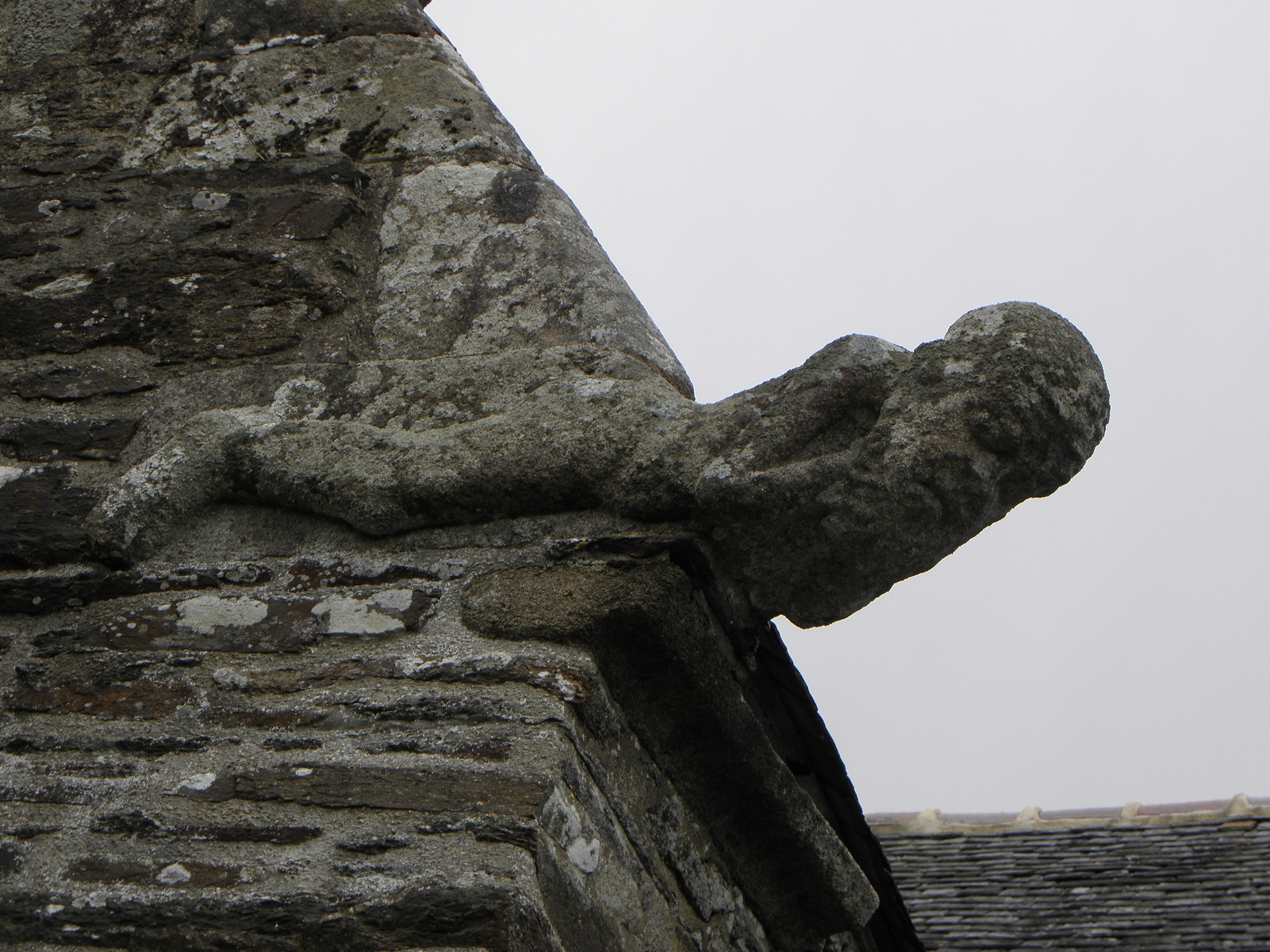

## Intérieur

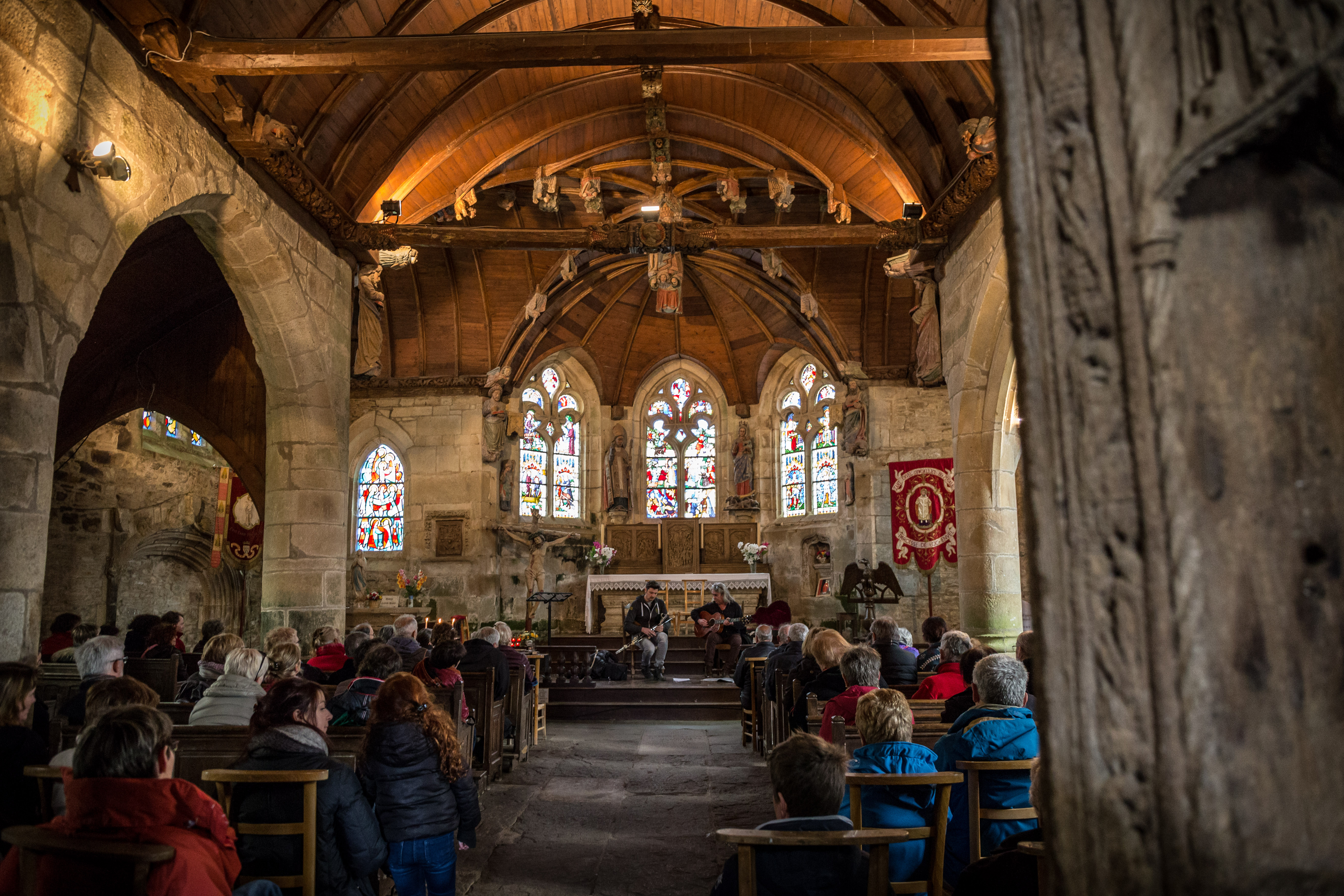
Concert dans l'église.

La décoration en bois sculpté de l'intérieur est du XVIe siècle, et intacte. Le mobilier du XVIe siècle est « digne de ce décor ».

### Voûte

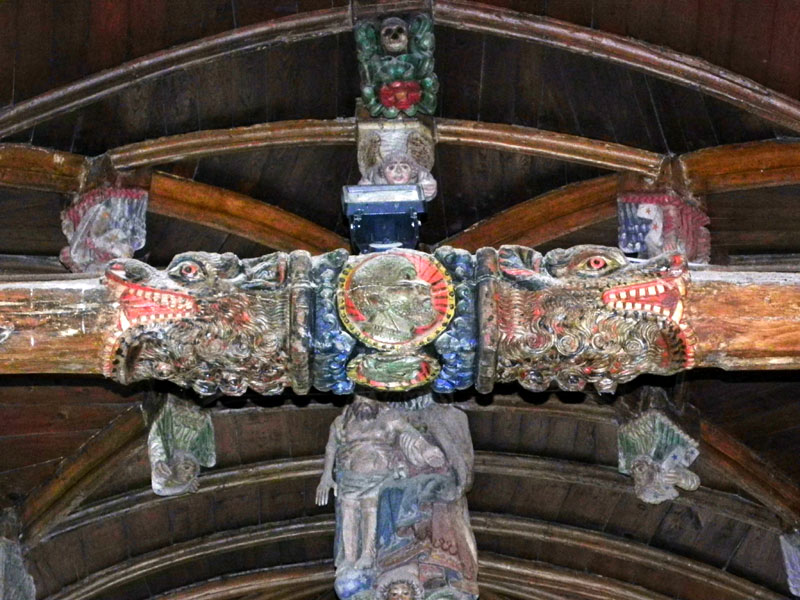
Église Saint-Envel de Loc-Envel : engoulants et poutres sculptées.

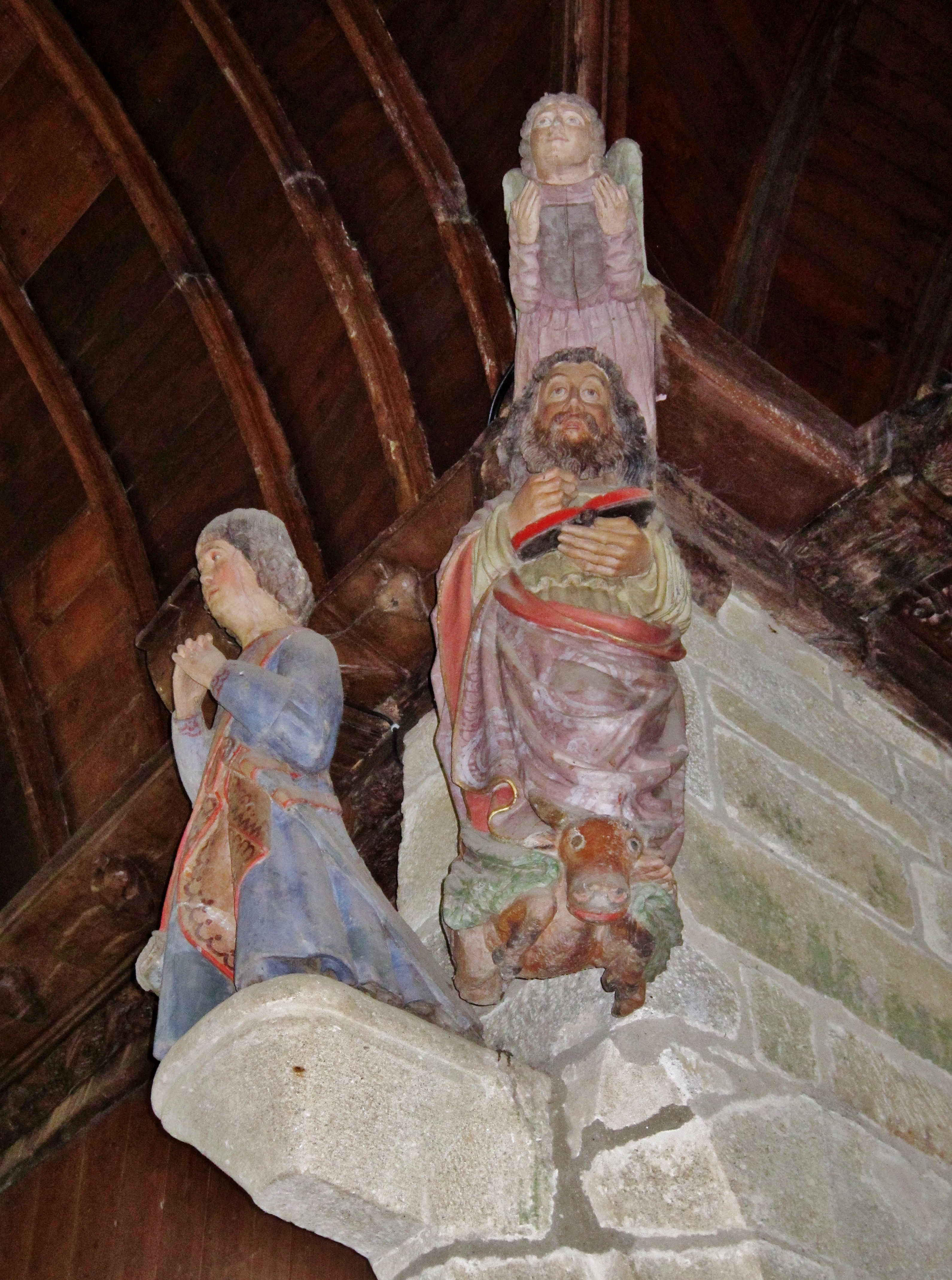
Église Saint-Envel de Loc-Envel ː blochet et statues.

La voûte lambrissée est richement ornée. Elle repose sur une sablière entièrement sculptée. Les ornements polychromes  de la sablière et des blochets évoquent des sujets profanes ou religieux. Ce sont des mascarons, des animaux, des personnages réalistes ou fantastiques, effrayants ou burlesques. Les entraits sont ornés d'engoulants polychromes figurant des animaux monstrueux. Au sommet, le joint de chaque paire de nervures est couvert par un personnage sculpté. Au fond de la nef, le premier couvre-joint est un agneau représentant le Christ (l'« Agneau immolé »). Les couvre-joints suivants figurent des angelots, tournés vers l'agneau, et tenant les instruments de la Passion : un marteau, une couronne, des clous…
La partie la plus riche de l'ornementation de la voûte est à la croisée du transept. Aux quatre angles, les statues grandeur nature des quatre Évangélistes, chacun sous la protection d'un ange, supportent les quatre arêtiers moulurés de la rencontre en pénétration des voûtes. Ces arêtiers, ornés de douze angelots, butent à leur sommet contre la grande clé de voûte pendante, où règne une frise représentant la Sainte Trinité. Plus loin, les nervures de la voûte de l'abside butent contre un deuxième grand pendentif représentant le Christ en gloire.
Une sirène sculptée sur une sablière présente sa généreuse poitrine au regard des hommes ; probablement servait-elle de support aux prédications du prêtre condamnant la tentation des charmes féminins.

### Mobilier

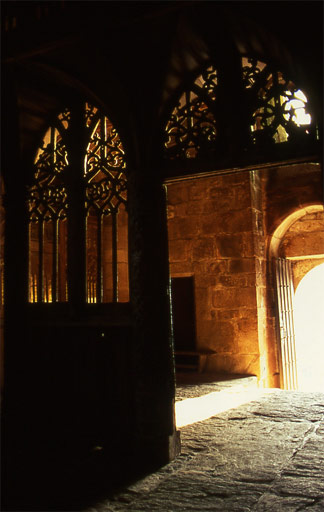
Le jubé.

#### Jubé, clôture des fonts baptismaux
Dans le bas de la nef, la tribune est faite d'un jubé flamboyant en bois, du XVIe siècle, « délicatement sculpté », où se rencontrent les influences des styles gothique et Renaissance. La clôture des fonts baptismaux est également en bois sculpté.

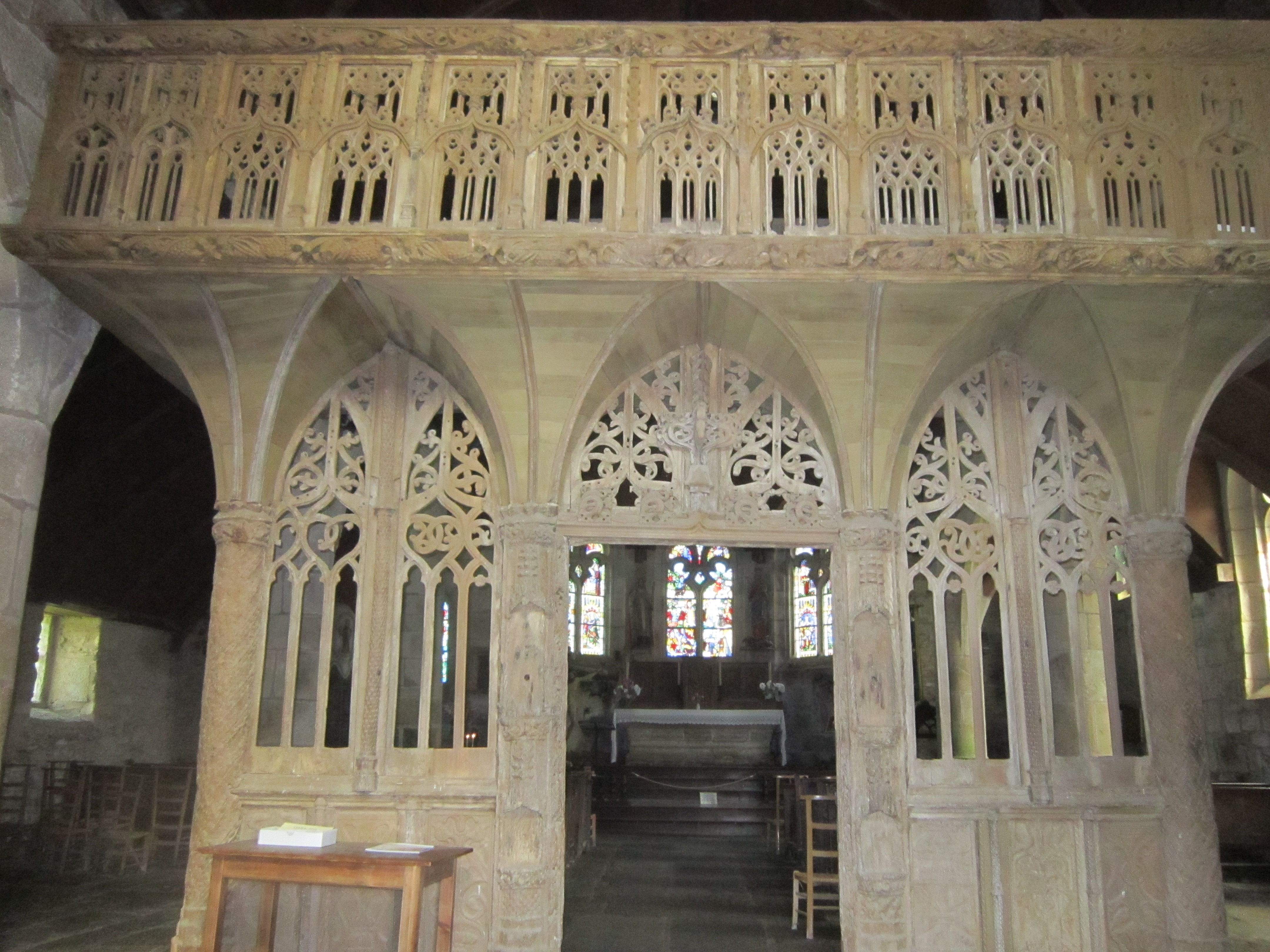
Église Saint-Envel de Loc-Envel ː le jubé (vue d'ensemble).
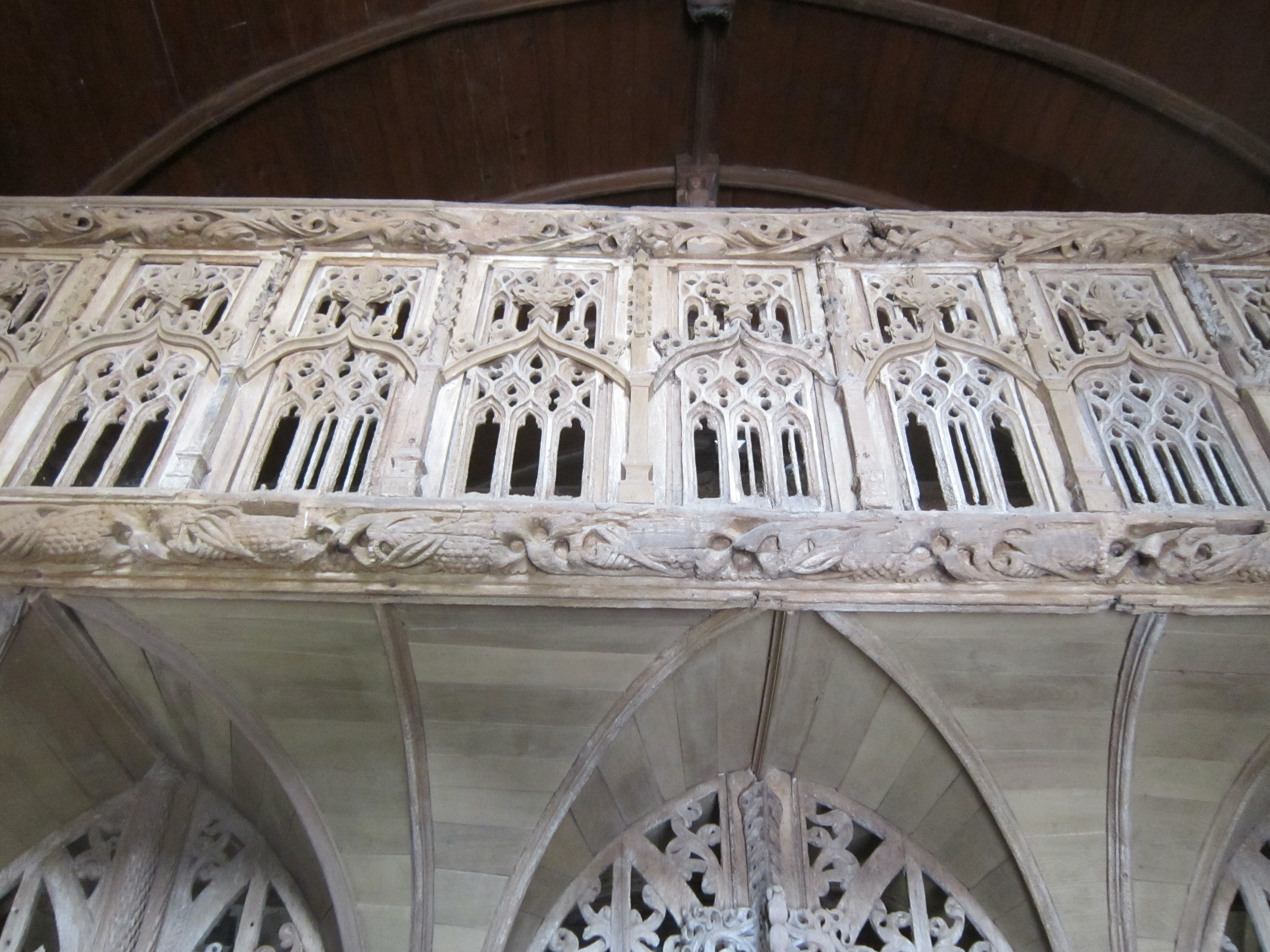
Église Saint-Envel de Loc-Envel ː le jubé (vue partielle).
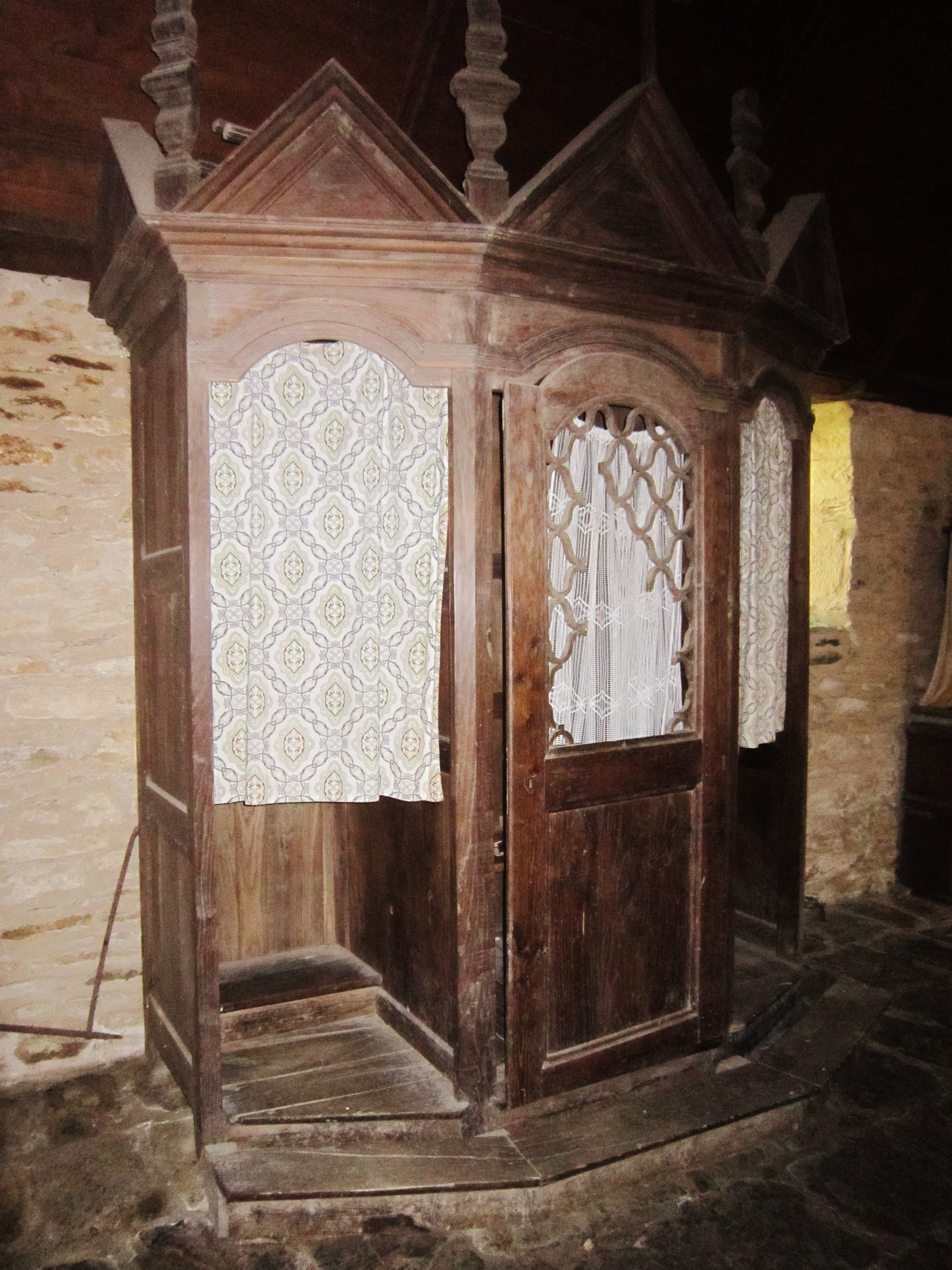
Église Saint-Envel de Loc-Envel ː confessionnal.

#### Relique et statues
L'église contient une relique de saint Envel : un os du bras. Elle était portée en procession lors du pardon du saint, le dimanche le plus proche du 17 juin. Près de l'autel, se trouvent des statues anciennes de saint Envel, de la Sainte Vierge, de saint Yves et de saint Sébastien, ainsi que deux statues sans nom et un crucifix.

#### Autel et retable
L'autel du XVIe siècle, en granite sculpté, a une très grande table monolithique. Il est surmonté d'un retable en bois du XVIIe siècle, composé de cinq panneaux évoquant la Passion : la trahison de Judas, le Portement de croix, la Crucifixion (sur la porte du tabernacle), la Mise au tombeau, la Résurrection.

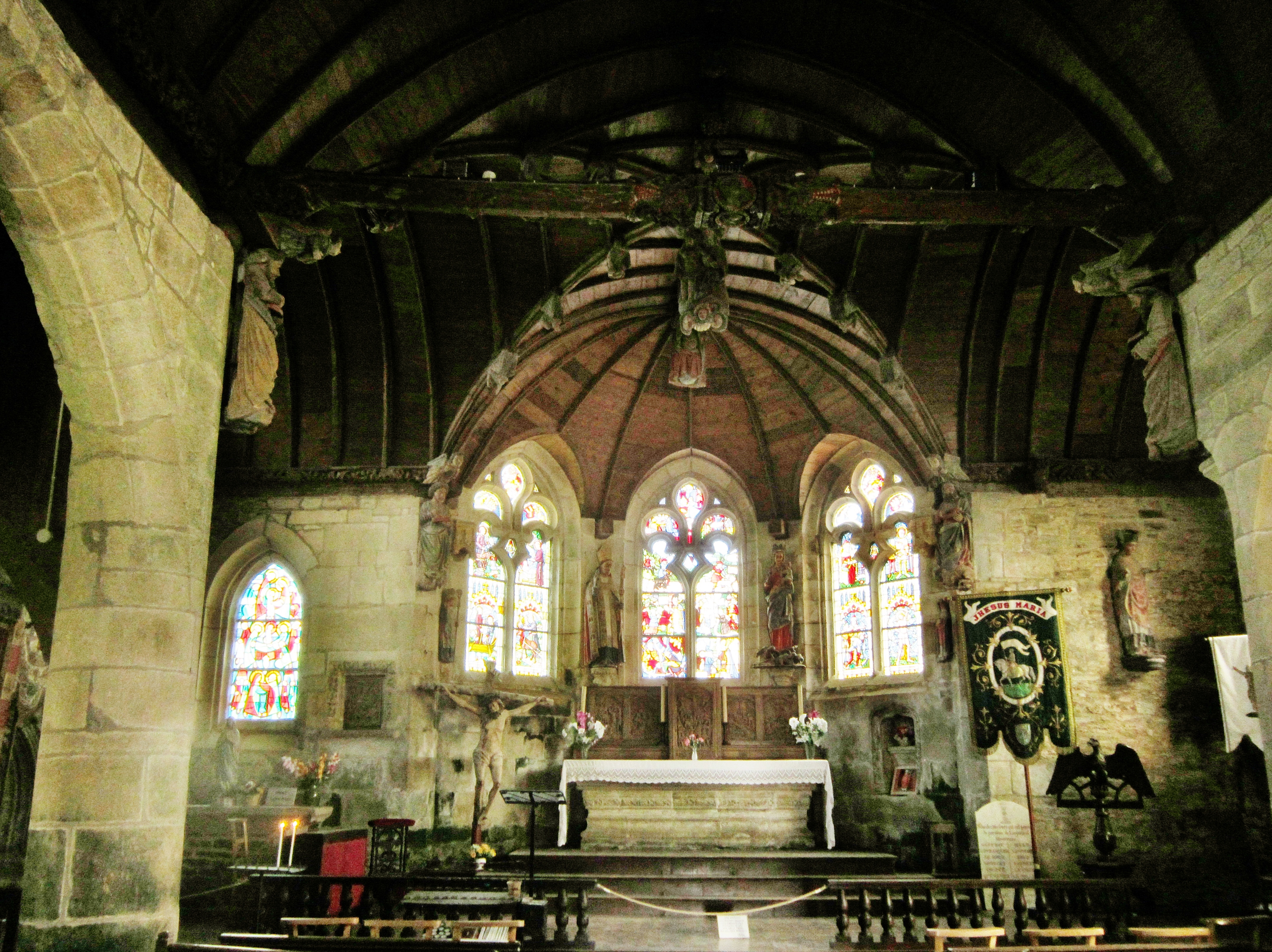
Église Saint-Envel de Loc-Envel ː le chœur et le maître-autel.
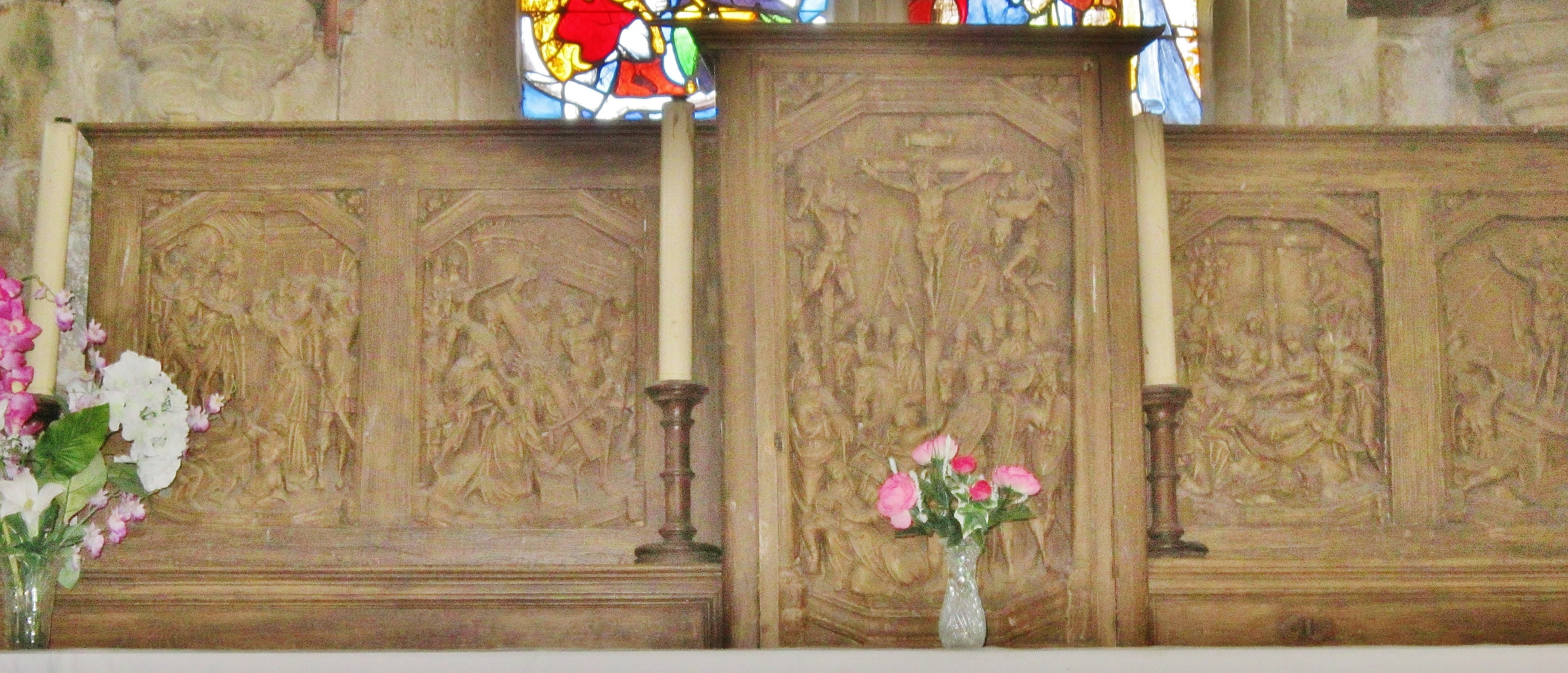
Église Saint-Envel de Loc-Envel ː bas-reliefs du maître-autel (vue partielle).
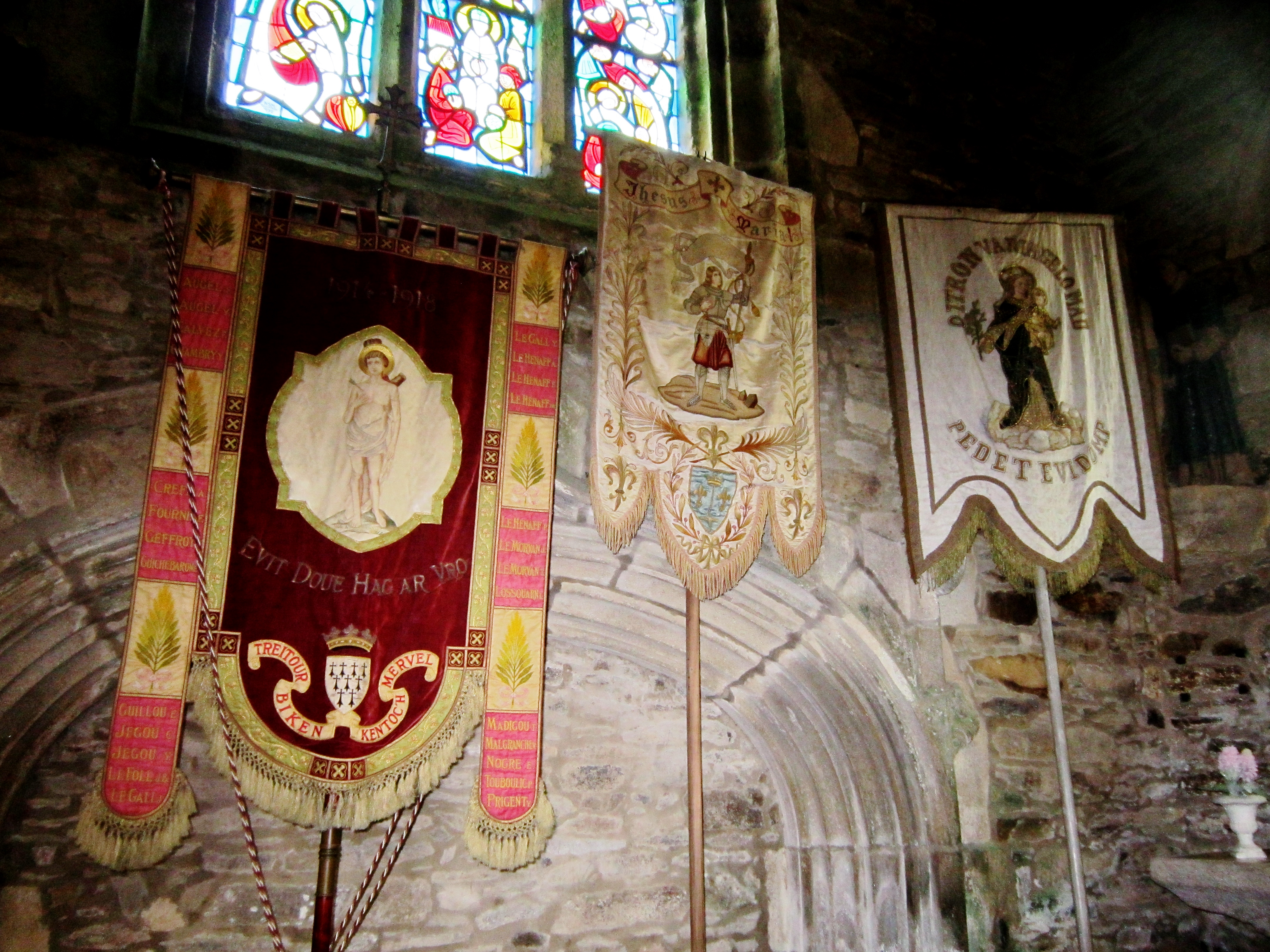
Église Saint-Envel de Loc-Envel ː bannières de procession.

#### Porte du sacraire

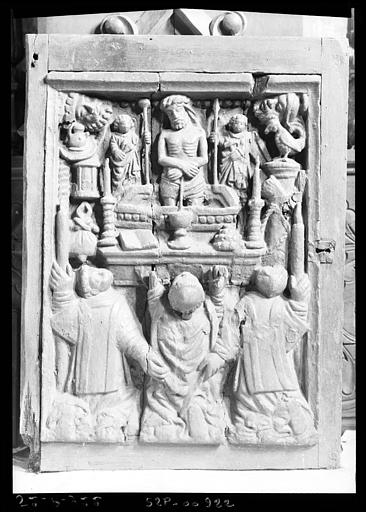
Bas-relief de la porte du sacraire : la Messe de saint Grégoire.

À gauche de l'autel, la porte du sacraire du XVIe siècle représente la messe au cours de laquelle saint Grégoire a une vision du Christ sortant du tombeau. Un sacraire est une niche abritant les objets sacrés, et notamment le ciboire, qui contient les hosties consacrées. Les sacraires disparaissent peu à peu à partir du concile de Trente (1545) : le tabernacle, disposé au-dessus du maître-autel, met mieux en valeur la présence eucharistique.

#### Vitraux de l'abside
Maîtresse vitre

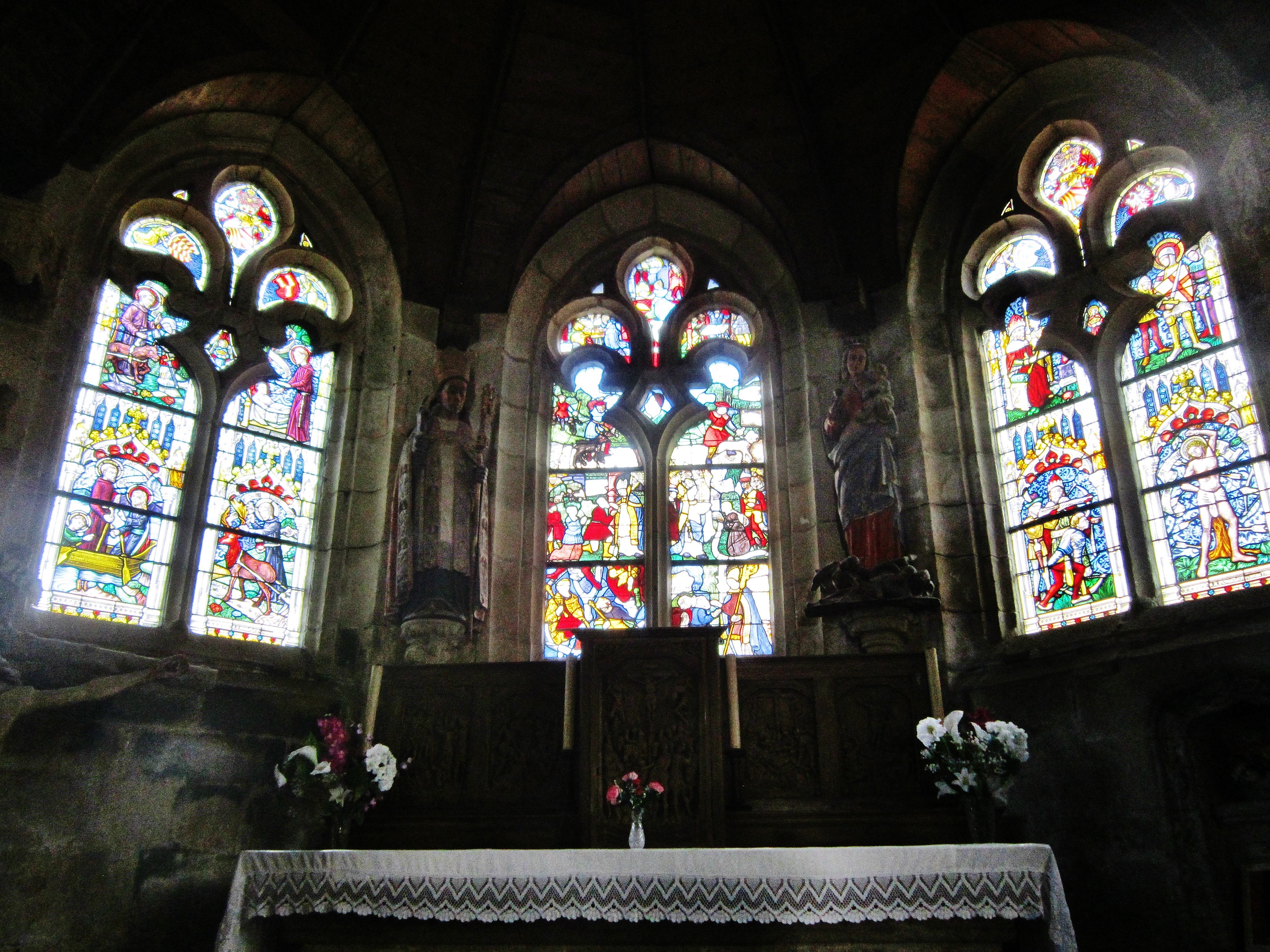
Église Saint-Envel de Loc-Envel ː la maîtresse-vitre.

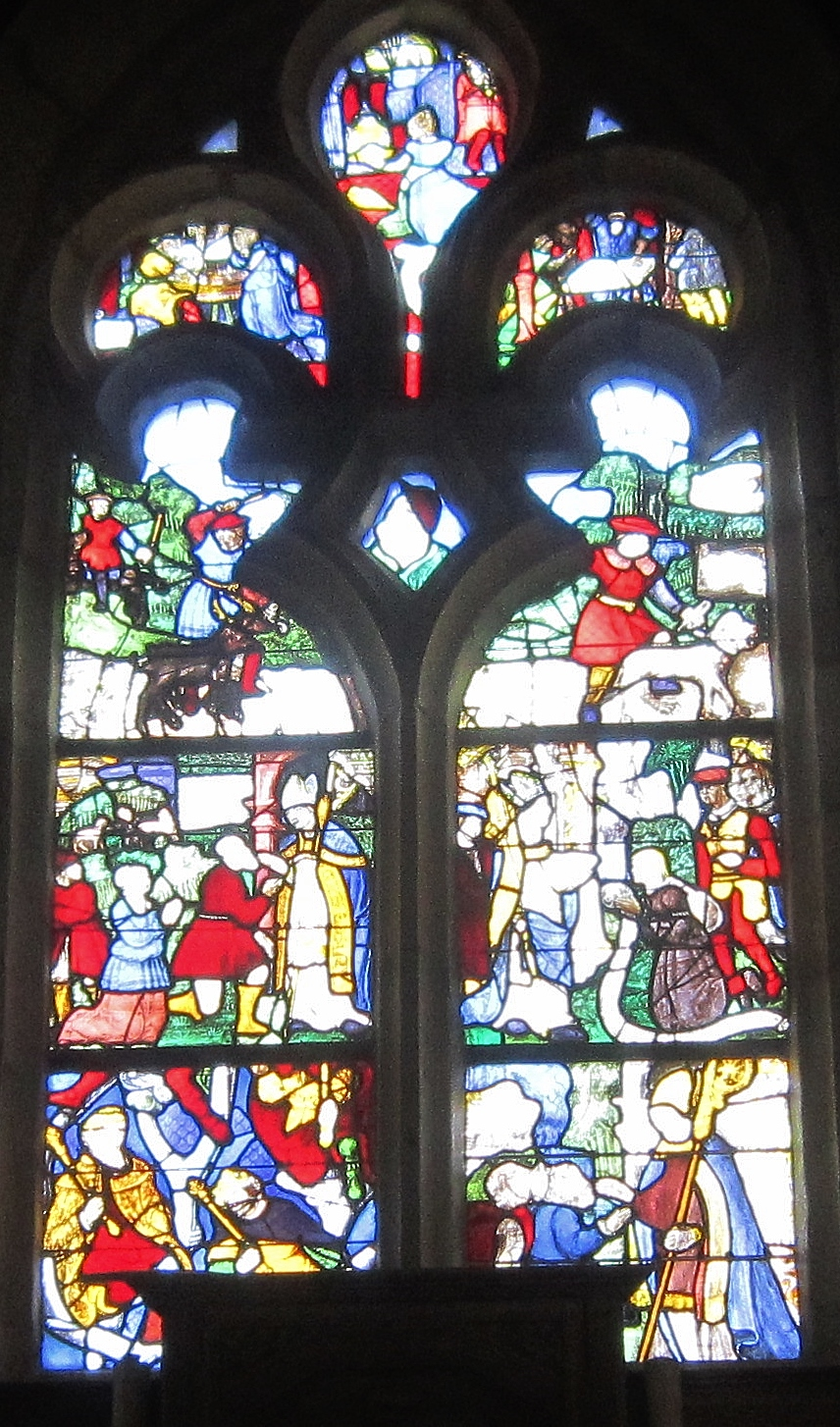
Église Saint-Envel de Loc-Envel ː le vitrail central (scènes de la vie légendaire de saint Envel).

Dans l'abside, les meneaux des trois fenêtres ont été fleurdelysés à l'époque moderne, ce qui a nécessité une réorganisation du vitrail central en empruntant à différents vitraux du XVIe siècle. Les lobes du lys sont remplis par l'histoire du miracle de la Sainte Hostie. Au cœur du lys est une tête de vieillard.
Les deux lancettes représentent en six panneaux non la tradition latine, mais des scènes de la légende de saint Envel, où les loups jouent un rôle important. Pour une raison mystérieuse, Envel est désigné dans les phylactères sous le nom d'Armel. On peut supposer que les bénédictins de Saint-Jacut ont tenu à remplacer un nom peu connu par un nom qui leur était plus familier. Cependant, ils n'ont pas cherché à remplacer un saint par un autre : ce n'est nullement la vie d'Armel qui est évoquée, mais bien celle d'Envel.
- Un brigand vient de voler le cheval d'Envel, et s'enfuit au galop. Habillé en laboureur, le saint attelle à sa charrue une biche et un cerf.
- Un loup a dévoré l'âne d'Envel. Le saint, toujours en costume de laboureur, attelle le loup à une herse pour remplacer l'âne.
- Deux loups s'attaquent à un enfant. Un homme et une femme à genoux implorent Envel, vêtu en abbé, crossé et mitré.
- Un innocent va être pendu. Envel, toujours crossé et mitré, intervient.
- Les paysans, malades, doivent en plus souffrir de voir leurs blés dévastés par les oiseaux. Ils implorent Envel, toujours crossé et mitré.
- Le loup menace les brebis. Les paysans prient saint Envel[8]. Ce panneau provient d’un autre vitrail[12].

Vitres latérales

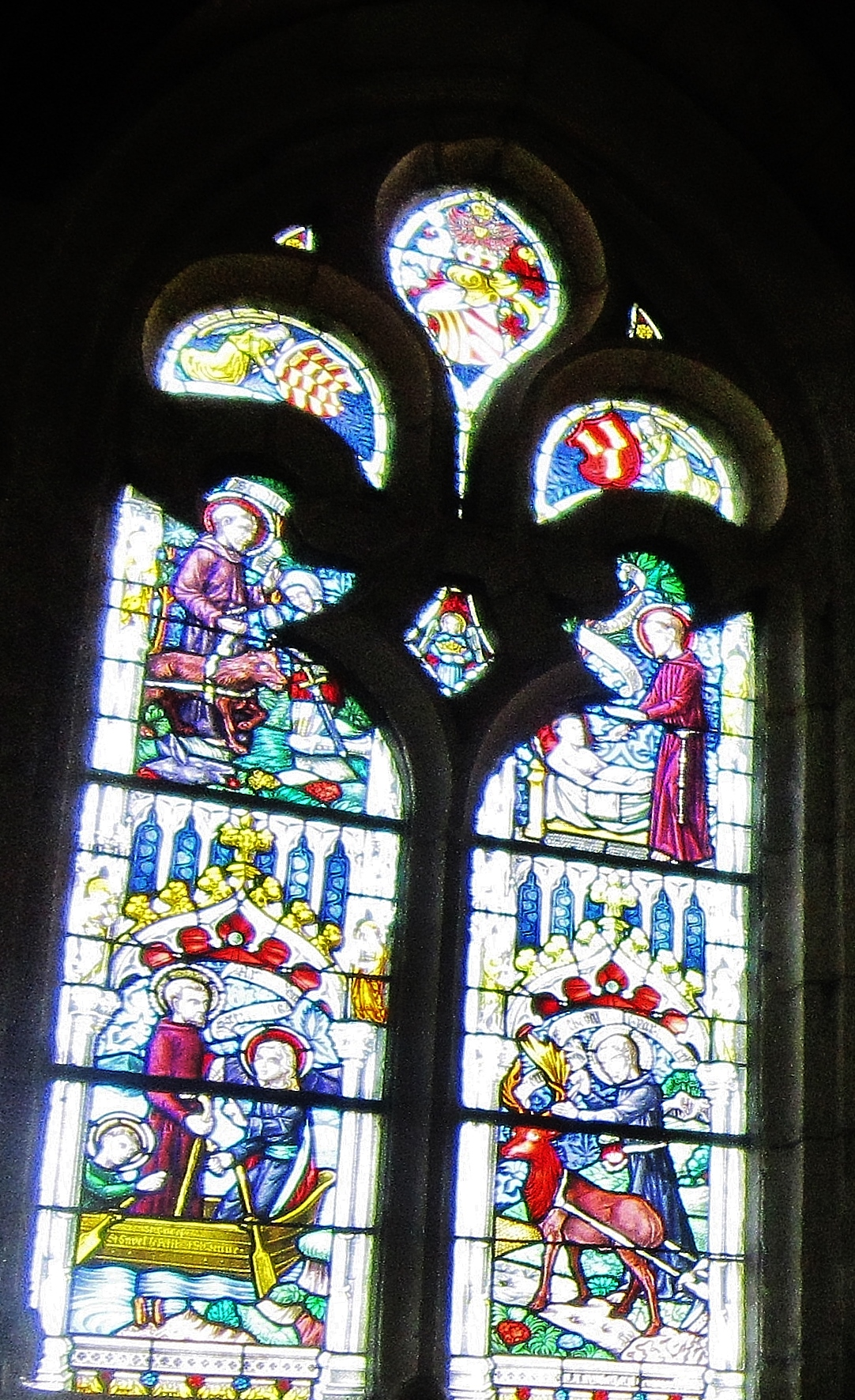
Église Saint-Envel de Loc-Envel ː le vitrail côté Évangile (scènes de la vie légendaire de saint Envel).

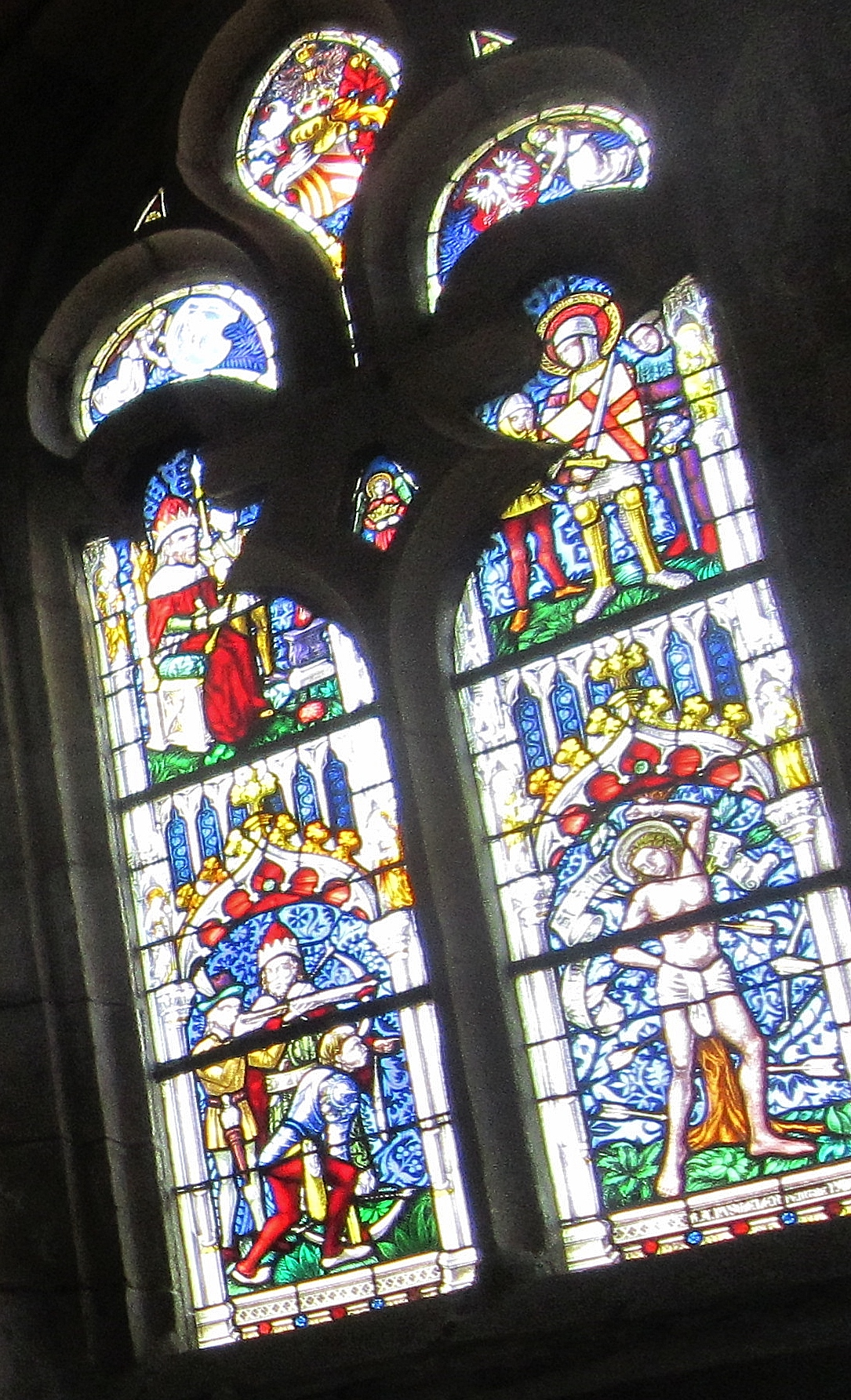
Église Saint-Envel de Loc-Envel ː le vitrail côté Épitre (scènes de la vie légendaire de saint Envel).

Les vitraux de la fenêtre côté épître (côté droit) sont modernes. Ils racontent la vie de saint Sébastien, jadis titulaire d'une chapelle dans la paroisse.
Les vitraux de la fenêtre côté Évangile sont également modernes. La fenêtre se divise en quatre panneaux représentant des scènes de la légende de saint Envel.
- L'âne d'Envel a été tué par le loup, qui est maintenant attelé. Un tiern (« chef ») en armure, convaincu par ce miracle de la sainteté d'Envel, implore son pardon à genoux.
- Envel est au chevet d'un malade.
- Envel, son frère et sa sœur arrivent en barque en Bretagne.
- Un cerf est attelé à la charrue d'Envel[8].

## Protection
L'édifice est classé au titre des monuments historiques par arrêté du 19 janvier 1911.